# Gotham (televisieserie)
Gotham is een Amerikaanse misdaadserie van de zender FOX, bedacht door Bruno Heller. De serie is gebaseerd op de personages uit de Batman-strips van DC Comics, maar speelt zich jaren voor Batman af. In plaats daarvan staat rechercheur James Gordon centraal, gespeeld door Ben McKenzie.
De serie wordt in de Verenigde Staten sinds 22 september 2014 uitgezonden. De serie wordt in Nederland sinds 17 januari 2015 uitgezonden op Veronica en in België sinds 29 januari 2015 uitgezonden op VIER. Oorspronkelijk bestond het eerste seizoen uit zestien afleveringen, maar dit werd opgevoerd naar 22.

## Plot
James Gordon, een nieuwe rechercheur bij de politie van Gotham City, krijgt de opdracht om samen met ervaren rechercheur Harvey Bullock een van de meest geruchtmakende zaken in Gotham ooit te onderzoeken: de moord op Thomas en Martha Wayne. Tijdens zijn onderzoek ontmoet Gordon de jonge zoon van het duo, Bruce, die nu door zijn butler Alfred Pennyworth wordt opgevoed. Tijdens het onderzoek raakt Gordon betrokken bij de Gothamse maffiafamilies en hun bondgenoten, zoals Fish Mooney, Don Carmine Falcone, en de Italiaanse maffiabaas Salvatore Maroni. Tevens wordt in de loop van de serie de oorsprong getoond van enkele van Batman's bekende tegenstanders, zoals Penguin, Riddler, Catwoman, de Joker, Two-Face, en Poison Ivy.

## Rolverdeling
| Acteur / actrice      | Personage                                      | Seizoen  | Seizoen  | Seizoen  | Seizoen  | Seizoen  |
| Acteur / actrice      | Personage                                      | 1        | 2        | 3        | 4        | 5        |
| --------------------- | ---------------------------------------------- | -------- | -------- | -------- | -------- | -------- |
| Ben McKenzie          | Commissaris James Gordon                       | Hoofdrol | Hoofdrol | Hoofdrol | Hoofdrol | Hoofdrol |
| Donal Logue           | Rechercheur Harvey Bullock                     | Hoofdrol | Hoofdrol | Hoofdrol | Hoofdrol | Hoofdrol |
| David Mazouz          | Bruce Wayne                                    | Hoofdrol | Hoofdrol | Hoofdrol | Hoofdrol | Hoofdrol |
| Sean Pertwee          | Alfred Pennyworth                              | Hoofdrol | Hoofdrol | Hoofdrol | Hoofdrol | Hoofdrol |
| Robin Lord Taylor     | Oswald Cobblepot / The Penguin                 | Hoofdrol | Hoofdrol | Hoofdrol | Hoofdrol | Hoofdrol |
| Erin Richards         | Barbara Kean                                   | Hoofdrol | Hoofdrol | Hoofdrol | Hoofdrol | Hoofdrol |
| Camren Bicondova      | Selina Kyle                                    | Hoofdrol | Hoofdrol | Hoofdrol | Hoofdrol | Hoofdrol |
| Cory Michael Smith    | Edward Nygma / The Riddler                     | Hoofdrol | Hoofdrol | Hoofdrol | Hoofdrol | Hoofdrol |
| Zabryna Guevara       | Commissaris Sarah Essen                        | Hoofdrol | Hoofdrol |          |          |          |
| Victoria Cartagena    | Rechercheur Renee Montoya                      | Hoofdrol |          |          |          |          |
| Andrew Stewart-Jones  | Rechercheur Crispus Allen                      | Hoofdrol |          |          |          |          |
| John Doman            | Carmine "The Roman" Falcone                    | Hoofdrol | Gastrol  | Bijrol   | Gastrol  |          |
| Jada Pinkett Smith    | Maria Mercedes "Fish" Mooney                   | Hoofdrol | Gastrol  | Bijrol   |          |          |
| Drew Powell           | Butch Gilzean / Cyrus Gold / Solomon Grundy    | Bijrol   | Hoofdrol | Hoofdrol | Hoofdrol |          |
| Clare Foley           | Ivy "Pamela" Pepper / Poison Ivy               | Bijrol   | Gastrol  | Gastrol  |          |          |
| Maggie Geha           | Ivy "Pamela" Pepper / Poison Ivy               |          |          | Hoofdrol | Gastrol  |          |
| Peyton List           | Ivy "Pamela" Pepper / Poison Ivy               |          |          |          | Gastrol  | Gastrol  |
| Nicholas D'Agosto     | Harvey Dent                                    | Gastrol  | Hoofdrol |          |          |          |
| Morena Baccarin       | Dr. Leslie Thompkins                           | Bijrol   | Hoofdrol | Hoofdrol | Hoofdrol | Hoofdrol |
| Chris Chalk           | Lucius Fox                                     | Gastrol  | Hoofdrol | Hoofdrol | Hoofdrol | Hoofdrol |
| Jessica Lucas         | Tabitha Galavan / Tigress                      |          | Hoofdrol | Hoofdrol | Hoofdrol | Hoofdrol |
| James Frain           | Theo Galavan / Azrael                          |          | Hoofdrol |          |          | Gastrol  |
| Michael Chiklis       | Commissaris Nathaniel Barnes / The Executioner |          | Hoofdrol | Hoofdrol |          |          |
| Benedict Samuel       | Jervis Tetch / Mad Hatter                      |          |          | Hoofdrol | Bijrol   | Gastrol  |
| Alexander Siddig      | Ra's al Ghul                                   |          |          | Gastrol  | Hoofdrol |          |
| Crystal Reed          | Sofia Falcone                                  |          |          |          | Hoofdrol |          |
| Richard Kind          | Burgemeester Aubrey James                      | Bijrol   | Gastrol  | Gastrol  |          | Gastrol  |
| Carol Kane            | Gertrude Kapelput                              | Bijrol   | Bijrol   |          |          |          |
| David Zayas           | Salvatore Maroni                               | Bijrol   |          |          |          |          |
| J.W. Cortes           | Rechercheur Alvarez                            | Bijrol   | Bijrol   | Bijrol   | Bijrol   | Bijrol   |
| Makenzie Leigh        | Liza                                           | Bijrol   |          |          |          |          |
| Chelsea Spack         | Kristen Kringle                                | Bijrol   | Bijrol   | Gastrol  |          |          |
| Alex Corrado          | Gabe                                           | Bijrol   | Bijrol   | Bijrol   |          |          |
| Anthony Carrigan      | Victor Zsasz                                   | Bijrol   | Gastrol  | Gastrol  | Bijrol   | Bijrol   |
| Peter Scolari         | Commissaris Gillian B. Loeb                    | Bijrol   | Gastrol  |          |          |          |
| Colm Feore            | Dr. Francis Dulmacher                          | Bijrol   |          |          |          |          |
| Frank Whaley          | Doug                                           | Gastrol  |          |          |          |          |
| Lili Taylor           | Patti                                          | Gastrol  |          |          |          |          |
| Babs Olusanmokun      | Mace                                           | Gastrol  |          |          |          |          |
| Charlie Tahan         | Jonathan Crane / Scarecrow                     | Gastrol  |          |          | Gastrol  |          |
| David W. Thompson     | Jonathan Crane / Scarecrow                     |          |          |          | Bijrol   | Gastrol  |
| Cameron Monaghan      | Jerome Valeska                                 | Gastrol  | Gastrol  | Gastrol  | Bijrol   |          |
| Cameron Monaghan      | Jeremiah Valeska / Xander Wilde                |          |          |          | Bijrol   | Bijrol   |
| Milo Ventimiglia      | Jason Lennon / The Ogre                        | Bijrol   |          |          |          |          |
| Christopher Heyerdahl | Jack Gruber                                    | Bijrol   |          |          |          |          |
| Willa Fitzgerald      | Grace Fairchild                                | Gastrol  |          |          |          |          |
| Stink Fisher          | Aaron Helzinger                                |          | Bijrol   |          |          |          |
| Lucas Salvagno        | Sal Martinez                                   |          | Bijrol   |          |          |          |
| Ian Quinlan           | Carl Pinkney                                   |          | Bijrol   |          |          |          |
| Natalie Alyn Lind     | Silver St. Cloud                               |          | Bijrol   |          |          |          |
| Ron Rifkin            | Priester Creel                                 |          | Bijrol   |          |          |          |
| Michelle Veintimilla  | Bridgit Pike / Firefly                         |          | Bijrol   |          | Gastrol  |          |
| Camila Perez          | Bridgit Pike / Firefly                         |          |          | Gastrol  | Gastrol  |          |
| Tonya Pinkins         | Ethel Peabody                                  |          | Bijrol   | Gastrol  |          |          |
| Nathan Darrow         | Victor Fries / Mr. Freeze                      |          | Bijrol   | Gastrol  | Bijrol   |          |
| B.D. Wong             | Professor Hugo Strange                         |          | Bijrol   | Bijrol   | Gastrol  | Bijrol   |
| Paul Reubens          | Elijah Van Dahl                                |          | Bijrol   | Gastrol  |          |          |
| David Mazouz          | Subject 514A                                   |          | Gastrol  | Bijrol   |          |          |
| Tommy Flanagan        | Tom the Knife                                  |          | Gastrol  |          |          |          |
| Kit Flanagan          | Kathryn Monroe                                 |          | Gastrol  |          |          |          |
| Leslie Hendrix        | Kathryn Monroe                                 |          |          | Bijrol   |          |          |
| James Carpinello      | Mario Falcone                                  |          |          | Bijrol   |          |          |
| Jamie Chung           | Valerie Vale                                   |          |          | Bijrol   |          |          |
| Chelsea Spack         | Isabella                                       |          |          | Bijrol   |          |          |
| Flora Diaz            | Campos                                         |          |          | Bijrol   |          |          |
| Raymond J. Barry      | Shaman / Sensei                                |          |          | Bijrol   |          |          |
| David Dastmalchian    | Dwight Pollard                                 |          |          | Bijrol   |          |          |
| James Remar           | Frank Gordon                                   |          |          | Bijrol   |          |          |
| Michael Park          | Peter Gordon                                   |          |          | Gastrol  |          |          |
| Andrew Sellon         | Arthur Penn / Ventriloquist                    |          |          |          | Bijrol   | Bijrol   |
| Kelcy Griffin         | Rechercheur Vanessa Harper                     |          |          |          | Bijrol   | Bijrol   |
| Marina Benedict       | Cherry                                         |          |          |          | Bijrol   |          |
| Michael Cerveris      | Lazlo Valentin / Professor Pyg                 |          |          |          | Bijrol   |          |
| Christopher Convery   | Martin                                         |          |          |          | Bijrol   |          |
| Larry Pine            | Burgemeester Burke                             |          |          |          | Bijrol   |          |
| Damian Young          | Warden Reed                                    |          |          |          | Bijrol   |          |
| Shiva Kalaiselvan     | Leila                                          |          |          |          | Bijrol   | Gastrol  |
| Francesca Root-Dodson | Ecco                                           |          |          |          | Gastrol  | Bijrol   |
| Shane West            | Eduardo Dorrance / Bane                        |          |          |          |          | Bijrol   |
| Jaime Murray          | Theresa Walker / Nyssa Al Ghul                 |          |          |          |          | Bijrol   |
| Lili Simmons          | Catwoman / Selina Kyle                         |          |          |          |          | Gastrol  |

## Productie
Fox maakte op 24 september 2013 bekend dat de serie gemaakt zou gaan worden. Op 5 mei 2014 kreeg Bruno Heller opdracht om zestien afleveringen te produceren voor het eerste seizoen.
In januari 2014 begonnen de geruchten dat Donal Logue de rol van James Gordon zou gaan vertolken zich ronde te doen, maar Logue ontkende dit via zijn Twitteraccount. Logue kreeg uiteindelijk inderdaad niet de rol van Gordon, maar die van Harvey Bullock. In februari 2014 werd Ben McKenzie gecast als James Gordon, en begin maart 2014 David Mazouz als Bruce Wayne.

## Ontvangst
In juli 2014 werd de pilotaflevering van de serie vertoond op de San Diego Comic-Con International.
Op Rotten Tomatoes geeft momenteel  90% van de recensenten de serie een positieve beoordeling. De serie werd tevens genomineerd voor drie People's Choice Awards, te weten favoriete nieuwe dramaserie, favoriete acteur in een nieuwe serie (Benjamin McKenzie) en favoriete actrice in een nieuwe serie (Jada Pinkett Smith).

## Afleveringen

### Seizoen 1 (2014-15)
| Nr. | #  | Titel                         | Regisseur       | Schrijver(s)         | Originele uitzenddatum |
| --- | -- | ----------------------------- | --------------- | -------------------- | ---------------------- |
| 1 | 1  | Pilot                         | Danny Cannon    | Bruno Heller         | 22 september 2014      |
| Nieuwbakken rechercheur James Gordon en zijn partner Harvey Bullock krijgen de opdracht de moord op Thomas en Martha Wayne te onderzoeken. Het straatweesje Selina Kyle was getuige van de moord. Gordon ontmoet de zoon van de Waynes, Bruce. Hij leeft mee met hem omdat Bruce getuige was van de moord op zijn ouders. Het onderzoek leidt naar een man die vrij is op borg, Mario Pepper, die wordt neergeschoten door Bullock wanneer hij op de vlucht slaat en Gordon aanvalt. Gordon ontdekt dat Pepper er ingeluisd werd om hen naar de maffiosi Fish Mooney te leiden. Mooney neemt eerst Gordon en later Bullock gevangen, maar ze worden bevrijd door haar baas, de maffialeider Carmine Falcone. In ruil voor hun vrijlating eist Falcone dat Gordon Oswald Cobblepot doodt, een lid van een laag niveau van Mooney's bende, die informant is voor de dienst Zware Misdrijven van Gotham, met name voor onderzoekers Renee Montoya en Crispus Allen. Gordon ensceneert de dood van Cobblepot en vertelt hem nooit terug te keren naar Gotham. Gordon en Bullock worden gelauwerd voor het oplossen van de moord op het echtpaar Wayne, maar Gordon biecht de waarheid op aan Bruce en diens butler, Alfred Pennyworth. Als Gordon Wayne Manor verlaat, sluipt Selina Kyle rond het domein. |    |                               |                 |                      |                        |
| 2 | 2  | Selina Kyle                   | Danny Cannon    | Bruno Heller         | 29 september 2014      |
| De moord op een dakloze zorgt ervoor dat Gordon en Bullock een onderzoek starten naar de ontvoeringen van straatkinderen door het duo Patti en Doug, ondergeschikten van de Poppenmaker die zich voordoen als leden van het Daklozenproject dat opgericht werd door burgemeester Aubrey James. Ondertussen heeft Oswald Cobblepot toevlucht gezocht in een gehuurde aanhangwagen na zijn geënsceneerde dood, vanwaar hij zijn terugkeer naar Gotham plant. Nadat Patti en Doug weten te ontsnappen vanuit de pharmaceutische winkel van Morry Quillan, eigenaar van Quillin Pharma, verkondigt burgemeester James zijn plannen om de dakloze kinderen van Gotham te helpen. Dit houdt in dat alle straatkinderen verzameld en dat ze dan buiten de stad verscheept worden. Patti en Doug keren terug en kapen een van de bussen met straatkinderen, waaronder Selina Kyle zich bevindt. Nadat Bullock Quillan ondervraagt heeft, verkrijgt Gordon een aanwijzing die naar de rederij Trident International Shipping leidt. Gordon en Bullock arriveren bij de rederij en arresteren Patti en Doug en ontmoeten Selina. Terwijl Bruce een oplossing zoekt om de straatkinderen te helpen, praat Gordon met Selina die hem zegt dat ze hem in de gaten hield tijdens zijn bezoekjes aan Bruce. Ze heeft misschien wel informatie over de persoon die de Waynes vermoordde. |    |                               |                 |                      |                        |
| 3 | 3  | The Balloonman                | Dermott Downs   | John Stephens        | 6 oktober 2014         |
| Gordon en Bullock zijn een vigilante op het spoor die zich richt op corrupte burgers van Gotham. Hij wordt de "Ballonnenman" genoemd omdat hij zijn slachtoffers vastbindt aan weerballonnen. Montoya en Allen ondervragen Gordon over Cobblepot, die terugkeert naar Gotham om wraak te nemen op Fish Mooney. Hij krijgt een baantje in het restaurant van de maffia-Don Salvatore Maroni, en wordt bevriend met Maroni zelf. Mooney zorgt ervoor dat Natalia, de minnares van Falcone, gewond geraakt bij een zogezegde overval nadat de mannen van Falcone een ober die een seksuele relatie had met Mooney zwaar hebben afgetuigd. Gordon realiseert zich dat de Ballonnenman de sociaal werker van Jeugdzorg Davis Lamond is. Lamond werd gedreven tot het veranderen in de Ballonnenman nadat corrupte ambtenaren weigerden om de straatkinderen te helpen. Hij waarschuwt Gordon dat meerdere vigilantes in zijn voetsporen zullen treden. Als Gordon later thuiskomt in zijn appartement, krijgt hij een verrassingsbezoek van Cobblepot. |    |                               |                 |                      |                        |
| 4 | 4  | Arkham                        | TJ Scott        | Ken Woodruff         | 13 oktober 2014        |
| Gordon ontdekt het Arkham Plan wanneer hij op bezoek gaat bij Bruce Wayne, waar Alfred vertelt dat Carmine Falcone en burgemeester James het project steunen zodat het Arkham District zich kan verbeteren. Een onbekende huurmoordenaar heeft het gemunt op raadsleden van de stad die betrokken zijn bij het project. Nadat drie gemaskerde mannen het restaurant van Maroni aanvielen, wordt Cobblepot gepromoveerd tot manager van het restaurant, aangezien hij een tas met geld wist te redden en de vorige manager gedood werd. Mooney laat twee zangeressen tegen elkaar uitkomen voor de opening van haar nachtclub met Liza als de winnares. Burgemeester James organiseert een vergadering over het Arkham Plan. Hij kondigt aan dat Falcone de huiselijke ontwikkelingsprojecten zal leiden en dat Maroni het Asylum zal opknappen en een afvalverwerkingsbedrijf zal opstarten. Later zoekt Cobblepot de drie overvallers van het restaurant op. Het blijkt dat het drietal door Cobblepot zelf werd ingehuurd, waarbij hij hen doodt door hen vergiftigde cannoli voor te schotelen. |    |                               |                 |                      |                        |
| 5 | 5  | Viper                         | Tim Hunter      | Rebecca Perry Cutter | 20 oktober 2014        |
| Bruce zoekt een manier waarop hij de kaderleden van Wayne Enterprises kan spreken zodat hij hun betrokkenheid bij het Arkham District Project te weten kan komen. Een nieuwe drug met de naam "Viper" doet de ronde op de straten van Gotham. De gebruikers worden supersterk, maar uiteindelijk doodt de drug hen. Maroni is van plan een casino dat eigendom is van Falcone te beroven. Cobblepot vertelt over zijn verleden aan Maroni. Gordon ontdekt dat "Viper" verdeeld wordt op een liefdadigheidsevenement dat gehouden wordt door WellZyn en Wayne Enterprises. Gordon schiet op de bus met drugs op het dak, die een voormalig werknemer van WellZyn, Stan Potolsky, wil gebruiken om de gasten te besmetten met de drug. Potolsky wordt ontdekt en springt van het dak. Hij vertelde Gordon om pakhuis 39 te onderzoeken, waar Gordon en Bullock later niets kunnen vinden. Kaderleden van Wayne Enterprises blijken het vooraf leeg gehaald te hebben. Wanneer Mooney plannen maakt om samen te zweren tegen Falcone met haar minnaar en Russische maffiabaas Nikolai, zoekt een vermomde Liza hem op in het park waar ze hem kennis laat maken met haar operamuziek. |    |                               |                 |                      |                        |
| 6 | 6  | Spirit of the Goat            | TJ Scott        | Ben Edlund           | 27 oktober 2014        |
| Tien jaar geleden richtte een gemaskerde moordenaar die zich de "Geest van de Geit" noemde, zich op de eerstgeboren kinderen van de elite van Gotham. De Geit richtte zich op een meisje met de naam Shelley Lawson, waardoor een jonge Bullock en diens toenmalige partner Dix haar probeerden te redden. Wanneer ze het meisje dood vinden, vinden ze ook de moordenaar, Randall Milkie, die beweert dat Randall Milkie dood is wanneer hij de rechercheurs aanvalt. Milkie wordt neergeschoten door Bullock nadat Dix zwaargewond raakte na een val. Tien jaar later vindt Bullock de vermoorde dochter van Robert Hastings, Amanda. Ze is vermoord op dezelfde manier als die van de Geit destijds. Tijdens de autopsie vindt Bullock een munt in haar nek, het handelsmerk van Milkie. Enkel hijzelf en Dix wisten hiervan, wat betekent dat het geen bedrieger is geweest. Ze ontdekken dat de psychotherapeut van Hastings, Dr. Marks, zowel Milkie als de nieuwe dader hypnotiseerde om de Geit te worden om zo de rijken en de corrupten van Gotham angst aan te jagen. De "moord" op Cobblepot wordt ook onderzocht, met Gordon als hoofdverdachte nadat Montoya en Allen uiteindelijk een getuige hebben gevonden vlak bij de rivier. Wanneer ze Gordon en Bullock willen arresteren komt Cobblepot het politiekantoor binnen, wat wrijvingen veroorzaakt tussen Gordon en Bullock. |    |                               |                 |                      |                        |
| 7 | 7  | Penguin's Umbrella            | Rob Bailey      | Bruno Heller         | 3 november 2014        |
| Gordon brengt zijn vrouw Barbara naar het busstation, waar hij haar zegt Gotham te verlaten. Cobblepot brengt Carbone en twee andere handlangers naar de schuilplaats van Nikolai, waar hij zowel Nikolai als Carbone doodt. De escalerende maffia-oorlog komt tot een einde wanneer beide families een ruil in grondgebied doorvoeren. Een dronken Bullock herevalueert zijn keuze om Gordon te helpen, en de partners proberen om burgemeester James en Falcone te arresteren. Ze staken hun poging als ze ontdekken dat Falcone en de huurmoordenaar Victor Zsasz Barbara in hun macht hebben. Barbara keerde terug naar Gotham om te onderhandelen met Falcone over Gordon. Wanneer Falcone later zijn kippen verzorgt, zoekt Cobblepot hem op. Falcone vertelt hem dat alles verloopt zoals Cobblepot had voorspeld. In een flashback wordt getoond dat Cobblepot en Falcone een deal hebben gesloten, waarbij Falcone Gordon verantwoordelijk zou maken voor de "moord" op Cobblepot. Zo kreeg Cobblepot de kans om te overleven en in ruil een verbond te sluiten met Maroni, zodat hij alle info kon doorspelen naar Falcone. Cobblepot vertelt Falcone dat Mooney en Nikolai samenzweren tegen hem. |    |                               |                 |                      |                        |
| 8 | 8  | The Mask                      | Paul A. Edwards | John Stephens        | 10 november 2014       |
| Bruce keert terug naar school, waar hij problemen krijgt met enkele studenten, waaronder Tommy Elliott, die hem uitlacht met de dood van zijn ouders. Bruce vraagt aan Alfred om hem te leren hoe hij zich moet verdedigen. Gordon en Bullock voeren een onderzoek naar Black Mask, alias Richard Sionis, die een illegale en dodelijke vechtclub uitbaat. De slachtoffers zijn de personen die solliciteerden bij Sionis Investments. De overwinnaar van het gevecht krijgt de baan bij Sionis. Ondertussen lijkt Liza's trouw aan Mooney te verzwakken wanneer ze ontdekt dat Mooney Falcone wil vermoorden. Mooney dwingt haar om een grootboek te stelen uit Falcones kantoor waarmee ze hem misschien kunnen beschuldigen. Wanneer Gordon ontdekt wordt bij de vechtclub vraagt Bullock versterking om Gordon te vinden. Nadat Black Mask en de betrokkenen gearresteerd zijn, vertelt rechercheur Alvarez aan Gordon dat Selina Kyle aangehouden is na een klerenwinkel te hebben beroofd. |    |                               |                 |                      |                        |
| 9 | 9  | Harvey Dent                   | Karen Gaviola   | Ken Woodruff         | 17 november 2014       |
| Gordon laat Selina achter in Wayne Manor voor haar veiligheid. Tijdens een gevangenentransport van de Blackgategevangenis naar het St. Mark Psychiatrisch Hospitaal wordt de krankzinnige bommenmaker Ian Hargrove ontvoerd door de Russische maffia, die zich willen wreken op Carmine Falcone na de moord op Nikolai. Gordon ontmoet Harvey Dent, die denkt dat de magnaat Dick Lovecraft achter de moord op Thomas en Martha Wayne zit. Wanneer Gordon en Bullock Hargrove vinden in een verlaten metaalfabriek, blijken ze in een hinderlaag gelokt te zijn door handlangers van de Russische maffia die komaf willen maken met Hargrove. Gemanipuleerd door Fish Mooney, richt de nieuwe Russische maffiabaas Gregor Kasyanov zich op Falcones geld. Wanneer er een politie-impasse ontstaat, explodeert de gepantserde vrachtwagen van de Russen door een afstandsbediening bediend door Butch Gilzean. Cobblepot bezoekt Liza in haar appartement. Hij vertelt haar dat hij weet dat ze spioneert voor Mooney, maar dat hij niets zal zeggen tegen Falcone. Op een persconferentie zegt burgemeester James dat Arkham Asylum opnieuw opengaat om de gestoorde criminelen te huisvesten, waaronder Hargrove. Later die avond laat Gordon een bericht achter voor Barbara, maar hij is er zich niet van bewust dat ze bij Renee Montoya blijft overnachten. |    |                               |                 |                      |                        |
| 10 | 10 | Lovecraft                     | Guy Ferland     | Rebecca Dameron      | 24 november 2014       |
| Een groep moordenaars geleid door Copperhead dringen Wayne Manor binnen. Alfred weet hen af te weren, zodat Bruce en Selina kunnen ontsnappen. Alfred zoekt Gordon en Bullock op om hem te helpen zoeken naar de twee. Cobblepot vertelt Falcone dat er een mol voor hem werkt in de rangen van Mooney. Dent verdenkt Dick Lovecraft ervan de moordenaars ingehuurd te hebben. Ondertussen doodt Falcone de Ierse gangster Bannion, die het wapenarsenaal niet wist te bewaken. Hij verhoogt de bijdrage die al de bendeleiders en maffiosi aan hem moeten betalen. Selina vertelt Bruce dat de moordenaars voor haar kwamen, en niet voor hem. Hij leidt hem naar een ondergrondse plek die dient als winkelcentrum voor de straatkinderen. Ze ontmoeten Ivy Pepper, die Selina vertelt dat haar heler Clyde bezig is in de Narrows. Gordon vindt Lovecraft, die beweert dat diegenen die achter Selina zitten, ook achter hem aan zitten. Hij geeft Gordon enkele bestanden over de effecten van Wayne Enterprises. Ze worden aangevallen door dezelfde moordenaars, die Lovecraft doden en Gordon bewusteloos slaan. Bruce en Selina zoeken Clyde op, maar worden gegrepen door diens vennoten. De moordenaars arriveren om Selina op te eisen. Selina slaat een van hen bewusteloos, vlak voor Bullock en Alfred arriveren. Copperhead achtervolgt Bruce, en eist te weten waar Selina is. Clyde en de betrokkenen worden gearresteerd. Burgemeester James besluit de dood van Lovecraft te laten uitkomen als zelfmoord, na de aanhoudende beschuldigingen van Gordon, die wordt overgeplaatst naar Arkham Asylum als bewaker. Selina kust Bruce. |    |                               |                 |                      |                        |
| 11 | 11 | Rogues' Gallery               | Oz Scott        | Sue Chung            | 5 januari 2015         |
| Na de dood van Dick Lovecraft werd Gordon overgeplaatst naar de bewakingsdienst in Arkham Asylum. Hij werkt er onder de directeur, Dr. Gerry Lang. Tijdens zijn eerste week onderzoekt hij een reeks van aanvallen op de gevangenen met de hulp van Dr. Leslie Thompson. De slachtoffers krijgen elektroshocks toegediend, waarbij hun persoonlijkheid drastisch veranderd. Ondertussen overlegt Mooney haar plan om Falcones imperium omver te werpen met onderbaas Jimmy Saviano. Saviano vindt dat hij de nieuwe baas zou moeten worden, maar Mooney denkt dat zij de beste kandidate is. Oswald Cobblepot wordt gearresteerd omdat hij een groep dokwerkers die al betalen voor bescherming aan Maroni verder wilde afpersen. Gordon, Bullock en Essen ontdekken dat de persoon die de gevangenen aanvalt Jack Gruber is. Gruber ontsnapt uit Arkham met zijn handlanger Aaron Helzinger nadat ze verschillende bewakers hebben gedood, waaronder Gerry Lang. Cobblepot's borgsom wordt betaald door Maroni die de arrestatie regelde om Cobblepot een lesje te leren inzake zijn overmoed. Saviano probeert Butch Gilzean toe te voegen aan zijn team, en zo Mooney buiten spel te zetten, maar Gilzean doodt Saviano. |    |                               |                 |                      |                        |
| 12 | 12 | What the Little Bird Told Him | Eagle Egilsson  | Ben Edlund           | 19 januari 2015        |
| Jack Gruber en Aaron Helzinger zijn ontsnapt uit Arkham Asylum en zijn op vernietigingstocht door Gotham. Gordon belooft de commissaris om Gruber binnen de 24 uur te arresteren. Hij wordt opnieuw aangesteld als rechercheur voor die periode. Edward Nygma vertelt Gordon en Bullock dat Jack Gruber een alias is van Jack Buchinsky, een voormalig bankovervaller van de maffia die verraden werd door Salvatore Maroni. Fish Mooney begint aan haar plan tegen Falcone en "ontvoert" Liza. Gordon en Bullock zetten Maroni onder beschermde bewaring door hem als lokaas te gebruiken om Buchinsky naar het politiebureau te lokken. Falcone ontdekt dat Mooney achter de ontvoering van Liza zit en hij krijgt een deal aangeboden. Falcone moet zijn familie overdragen aan Mooney zodat hij de kans krijgt om naar Italië te vertrekken met Liza. Buchinsky valt het politiebureau aan op zoek naar Maroni. Gordon, die beschermd wordt met rubberlaarzen die hij kreeg van Nygma, is immuun voor de aanval en maakt Buchinsky's wapen onschadelijk. Voordat Falcone de deal voltrekt, vertelt Cobblepot hem dat Liza altijd al voor Mooney werkte. Falcone confronteert Mooney en Liza hiermee, en hij wurgt Liza. Victor Zsasz en verschillende huurlingen die voor Falcone werken nemen Mooney en Gilzean gevangen. Falcone geeft Cobblepot de kans om te spotten met zijn voormalige baas, aangezien hij haar nachtclub overerft, zowel als haar bende. Gordon wordt in ere hersteld als rechercheur nadat hij zijn belofte waar heeft gemaakt. |    |                               |                 |                      |                        |
| 13 | 13 | Welcome Back, Jim Gordon      | Wendey Stanzler | Megan Mostyn-Brown   | 26 januari 2015        |
| Op een onbekende locatie wordt Fish Mooney vastgebonden op een draagbed. Falcones handlanger Bob krijgt de taak haar te martelen. Bullock stelt Gordon voor aan Arnold Flass. De drie zoeken de conciërge Leon Winkler op, die getuige was van een publieke moord. In het politiebureau krijgt Winkler bezoek van een mysterieus persoon die hem doodt. Edward Nygma verklaart dat Winkler vermoord werd met een ijspriem. Gordon vermoedt dat er een agent achter zit wanneer hoofdinspecteur Essen hem zegt niets te ondernemen tot zij het zegt. Na hun terugkeer uit Zwitserland ontmoeten Bruce en Alfred Ivy Pepper, die gestuurd is om Selina een boodschap te bezorgen. Butch Gilzean weet zichzelf te bevrijden en slaat Bob in elkaar. Hij bevrijdt Mooney. In het archief spot Flass met Nygma omdat die een oogje heeft op Kristen Kringle. Gordon zoekt Cobblepot op in de nachtclub, waar hij Cobblepots moeder Gertrude ontmoet. Gordon vraagt Cobblepot of die meer weet over Flass. Victor Zsasz vindt de neergeslagen Bob en doodt hem voor hij Falcone verwittigt. Bruce krijgt bezoek van Selina, en hij geeft haar een sneeuwbol cadeau. Selina wil dat Bruce afstand bewaart van haar, en ze beweert nu dat ze het gezicht van de moordenaar van Bruces ouders niet heeft gezien. Gordon vindt bewijs dat Flass betrokken was bij Winklers dood, en Flass wordt gearresteerd. Mooney verlaat de stad maar zweert wraak te nemen op Cobblepot. |    |                               |                 |                      |                        |
| 14 | 14 | The Fearsome Dr. Crane        | John Behring    | John Stephens        | 2 februari 2015        |
| Gordon en Bullock zijn op zoek naar een seriemoordenaar die zich richt op leden van een anti-angstgroep en hun bijnieren verwijdert wanneer hij hun grootste angst tegen hen gebruikt. Na een korte ontmoeting met Selina Kyle, zoekt Gordon Bruce op die, volgens Selina's bewering over de moordenaar van Bruce's ouders, Gordon vertelt dat die zijn belofte om de moordenaar te vinden niet meer hoeft na te komen. Gordon en Bullock ontdekken dat de moordenaar Gerald Crane is, een man die zich "Todd" liet noemen en lid is van dezelfde groep als de slachtoffers, en de vader van Jonathan Crane. Gordon en Bullock weten een van de slachtoffers te redden maar Crane weet te ontsnappen. Ondertussen ontdekt Maroni dat Cobblepot al die tijd al tegen hem werkte en probeert hem te vermoorden. Cobblepot weet te ontsnappen en keert terug naar Gotham in een kerkbus. Op het politiebureau luist Edward Nygma de keuringsarts Dr. Guerra erin, tegen wie hij een persoonlijk vendetta heeft, door lichaamsdelen te ontvreemden zodat het lijkt dat de arts de lichaamsdelen steelt. Guerra liet Nygma schorsen door Essen voor zijn herhaaldelijke poging om de lijken te onderzoeken. Gordon date ondertussen met Dr. Leslie Thompkins, ondanks zijn relatie met Barbara. Hij vertelt haar dat de job als keuringsarts bij de politie vacant is na de schorsing van Guerra. Mooney probeert Gotham te verlaten met een boot, maar de boot wordt aangevallen door huurlingen, waarvan één Mooney in het nauw weet te drijven. |    |                               |                 |                      |                        |
| 15 | 15 | The Scarecrow                 | Nick Copus      | Ken Woodruff         | 9 februari 2015        |
| Wanneer Gerald Crane een nieuw slachtoffer maakt, onderzoeken Gordon en Bullock Crane's achtergrond en ontdekken dat hij een biologieleraar was, en dat zijn vrouw stierf in een brand waaruit hij haar niet durfde te redden uit angst. Gelovend dat angst een menselijke tekortkoming is, verzamelde Crane bijnieren om hiervan een serum te kunnen samenstellen waardoor de mensen hun grootste angsten onder ogen durven zien, zodat het hen zou helpen hen te voorkomen. Ondertussen is Mooney ontvoerd door de huurlingen en naar een gevangenisachtige plek gebracht. Bruce Wayne gaat op een verraderlijke trektocht. Falcone zegt Cobblepot Mooney's nachtclub te renoveren als de zijne. Maroni gaat akkoord Cobblepot te laten leven in ruil voor een rechter die zijn bevelen opvolgt. Gordon en Bullock volgen Crane naar zijn huis, waar Crane zijn zoon Jonathan injecteert met het serum. Crane wordt gedood tijdens een vuurgevecht. Jonathan wordt naar het hospitaal gebracht. Mooney vermoordt de leider van haar gijzelnemers, Mace, en neemt diens plaats in. Ze ontdekt dat de gevangenen worden gehouden voor hun organen. Op de opening van Cobblepots nachtclub, arriveert Maroni en vertelt Cobblepot dat wanneer Falcone sterft, hij hem zal doden. In het hospitaal vertelt de arts tegen Gordon dat door de grote dosis van het serum die in Jonathan werd geïnjecteerd, hij altijd zijn grootste angst zal zien, namelijk vogelverschrikkers. |    |                               |                 |                      |                        |
| 16 | 16 | The Blind Fortune Teller      | Jeffrey Hunt    | Bruno Heller         | 16 februari 2015       |
| Barbara Kean keert terug naar Gotham, waar ze Ivy Pepper en Selina Kyle aantreft in haar appartement. Op een andere plek zoekt Mooney een plan om haarzelf en de andere gevangenen te redden wanneer ze ontdekt dat ze werden ontvoerd om hun organen te verzamelen. Wanneer de slangendanseres Lila Valeska vermoord wordt in Haly's Circus ontmoeten Gordon en Leslie Thompkins haar zoon Jerome. De verdachten zijn de Flying Graysons en de Lloyds. Een oude helderziende met de naam Paul Cicero klampt Gordon aan en zegt een boodschap te hebben ontvangen van de vermoorde danseres. Gordon is sceptisch en denkt dat Cicero de moordenaar wil beschermen. Jerome bekent dat hij de moordenaar is en het blijkt dat Cicero zijn vader is. Hij beweert haar te hebben vermoord voor haar constante gezeur. Wanneer het klantenbestand in Cobblepot's nieuwe club gestaag begint te verminderen, overhandigt Zsasz een gemartelde Gilzean aan Cobblepot. Zsasz zegt dat Gilzean ervaring heeft met het leiden van een nachtclub en dat hij Gilzean al dagen aan het bewerken is. Na advies van Ivy en Selina, probeert Barbara zich te verzoenen met Gordon, maar wordt razend wanneer ze hem ziet kussen met Leslie. Noch Gordon of Leslie hebben haar gezien. Bruce houdt een bestuurdersvergadering bij Wayne Enterprises en zegt tegen de bestuursleden dat hij bezorgd is over de betrokkenheid van de firma bij illegale activiteiten. Mooney zegt tegen de leider van de gijzelnemers, Thomas Schmidt, dat ze zijn baas wil spreken. |    |                               |                 |                      |                        |
| 17 | 17 | Red Hood                      | Nathan Hope     | Danny Cannon         | 23 februari 2015       |
| Vijf gemaskerde mannen, vanwaar één een rood masker draagt, overvallen een bank. Ze verspreiden een deel van het geld om te kunnen ontsnappen. Wanneer Gordon en Bullock het personeel ondervragen, beseffen ze dat dit professionals waren die vorige week de bank al zijn komen verkennen om hun timing te bepalen. Ze komen een van de overvallers op het spoor met behulp van de bewakingsbeelden. Ze vinden de man, Gus Floyd, dood terug en zonder zijn masker, dat meegenomen werd door Clyde Destro. Ondertussen heeft Cobblepot het moeilijk in de nachtclub, zeker wanneer de club zonder drank komt te zitten die normaal aan hen werd verkocht door Maroni. Butch schakelt enkele agenten in die hij omgekocht heeft om een groot deel van Maroni's voorraad in beslag te nemen en aan Cobblepot te geven. De overvallers beroven een andere bank volgens dezelfde werkwijze. Met de hulp van een getuige sporen Gordon en Bullock Clyde Destro op. Destro is verwond door een van de andere overvallers die zijn masker meenam. Fish Mooney ontmoet de onbekende leider van de gevangenis, aangezien diens baas, dokter Dullmacher, tijdelijk afwezig is. De leider probeert haar ogen te verwijderen om te kunnen transplanteren. Mooney verwijdert haar eigen linkeroog en vernietigt het voor ze flauwvalt. Een oude vriend van Alfred, Reginald Payne, arriveert op Wayne Manor. Hij is dak- en werkloos en mag blijven overnachten. Wanneer Alfred hem echter betrapt tijdens het stelen in de studeerkamer, steekt Payne Alfred neer en slaat op de vlucht. Bruce vindt de gewonde Alfred. Ondertussen laat de politiemacht de overvallersbende in de val lopen. Het komt tot een vuurgevecht en de overvallers worden neergeschoten. Gordon verneemt het nieuws over Alfred. Payne informeert Molly Mathis en de bestuursleden van Wayne Enterprises over de vermoedens die Bruce over hen gevonden heeft. Ondertussen wordt het rode masker gevonden door een kind. |    |                               |                 |                      |                        |
| 18 | 18 | Everyone Has A Cobblepot      | Bill Eagles     | Megan Mostyn-Brown   | 2 maart 2015           |
| Gordon en Bruce bezoeken Alfred in het hospitaal na de aanval van Reginald Payne. Alfred dekt Payne in omdat hij niet wil dat de politie achter hem aan gaat. Wanneer Gordon vertrekt, wil Alfred op zoek naar Payne, maar geraakt met moeite uit bed, waarop Bruce hem zegt te blijven liggen. In de gevangenis ontmoet Mooney Dr. Dullmacher, die over Mooney's acties gehoord heeft. Mooney vertelt Dullmacher over haar geschiedenis met Falcone en wil dat Dullmacher haar aanvaardt als zijn partner. Gordon en Harvey Dent vernemen van Sarah Essen dat commissaris Gillian Loeb een getuige gevonden heeft om Arnold Flass vrij te pleiten. Wanneer Gordon Loeb opzoekt, toont Loeb hem materiaal waarin Bullock bekent dat er valse bewijzen werden gebruikt tegen Flass. Als Gordon Bullock opzoekt, vertelt die hem dat een politiesergeant die voor Loeb werkt een manier heeft gevonden zodat Bullock zou meewerken. Gordon en Dent ondervragen een ex-medewerker van Loeb, Charlie Griggs. Ze vernemen dat Loeb enkele agenten in zijn macht heeft. Dit leidt hen naar bookmaker Xi Lu. Bruce leest Alfred een verhaal voor wanneer Selina Kyle hen komt bezoeken. Selina zegt Bruce om niet achter Payne te gaan. Met de hulp van Bullock ontdekken Gordon en Dent dat Loeb connecties heeft met Falcone. Om haarzelf te bewijzen tegenover Dullmacher, wordt Mooney teruggestuurd naar de gevangenis om Thomas Schmidt terug te krijgen aangezien de gevangenen twijfelen aan haar betrouwbaarheid. Nadat Schmidt is bevrijd wordt een gevangene meegenomen voor een operatie. Mooney zegt dat niet iedereen het zal overleven. Met de hulp van Cobblepot vinden Gordon en Bullock Loeb's dochter Miriam, die in een huis in de bergen opgesloten leeft op de zolder. Ze bekent haar moeder vermoord te hebben en dat haar vader voor een dekmantel zorgde. Edward Nygma ontdekt dat een man met de naam Tom Daugherty afspraakjes heeft met Kristen Kringle. Nadat ze bewijzen hebben tegen Loeb, geeft Gordon Bullock's dossier aan hem terug. Cobblepot zet de bewakers van Miriam tegen elkaar op om te bepalen wie mee naar Arizona zal vertrekken, maar doodt hen allebei. Nadat ze verwelkomd wordt door Dullmacher, ontdekt Mooney dat diens faciliteiten zich bevinden op een eiland. |    |                               |                 |                      |                        |
| 19 | 19 | Beasts of Prey                | Eagle Egilsson  | Ken Woodruff         | 13 april 2015          |
| Ondanks de waarschuwingen van Gordon gaat Bruce samen met Selina achter Reginald Payne aan. Payne bekent dat hij werd ingehuurd door de raad van bestuur van Wayne Enterprises. Wanneer hij hen dreigt te vertellen dat Bruce op zoek is naar hen, duwt Selina hem door het raam, waarbij hij naar alle waarschijnlijkheid sterft. Gordon en Bullock onderzoeken een moord. Wanneer Nygma een tekening ontdekt van een gebroken hart als bewijsstuk realiseert Bullock zich dat de dader de seriemoordenaar Ogre is. Hij vertelt dat iedereen die onderzoek voerde naar Ogre zijn geliefden verloor. Het wordt duidelijk dat Gordon er werd ingeluisd door commissaris Loeb, maar blijft op zoek gaan naar de moordenaar. Hij dreigt dat Loeb de volgende zal zijn. In een flashback wordt getoond hoe een gevangen meisje de motieven van de moordenaar blootlegt. Als de moordenaar ontdekt dat het meisje niets moet weten van zijn verlangens, doodt hij haar. Ondertussen onderhandeld Cobblepot met de eigenaar van de bar om zaken te doen. Zijn echte drijfveer is om Maroni te vermoorden in de bar. Mooney weet te ontsnappen van het eiland van de Poppenmaker met de rest van de medewerkers. Ze wordt neergeschoten en lijkt het niet te overleven. |    |                               |                 |                      |                        |
| 20 | 20 | Under the Knife               | TJ Scott        | John Stephens        | 20 april 2015          |
| De Ogre belt Gordon op en waarschuwt hem het onderzoek stop te zetten. Gordon en Bullock onderzoeken de moord op het eerste slachtoffer, acht jaar geleden. Na het incident met Reginald Payne bezoeken Bruce en Selina het liefdadigheidsbal van Wayne Enterprises. Ook Barbara is aanwezig. Selina steelt een sleutelbos van Sid Bunderslaw, een lid van de raad van bestuur die Payne naar Wayne Manor stuurde. Cobblepot neemt enkele huurlingen aan om Maroni te doden, maar Maroni zoekt Cobblepot op in zijn club waar hij tegen Cobblepot's moeder vertelt dat haar zoon een moordenaar is. Cobblepot zweert Maroni dat hij zal boeten. Nygma probeert Kristen Kringle te beschermen van haar vriend Tom Dougherty, maar gaat te ver wanneer hij Tom neersteekt en psychologisch instort. Gordon, Bullock en Essen identificeren de moordenaar als Jason Skolimsky, de zoon van Jakob Skolimsky, de butler van Constance van Groot. Jason werd verstoten als adoptiezoon door Van Groot. Hierdoor besloot hij zijn identiteit en zijn gezicht te laten veranderen in een plaatselijk hospitaal waar hij zijn eerste slachtoffer maakte. Tot zijn afgrijzen ontdekt Gordon dat de Ogre van hem wist sinds hij een hele tijd geleden met Barbara naar een tentoonstelling voor het goede doel ging. Dit betekent dat Barbara het volgende slachtoffer zal zijn. Gordon hoort van Selina dat Barbara niet meer aanwezig is en gaat naar haar op zoek. De Ogre laat Barbara zijn "speciale kamer" zien. |    |                               |                 |                      |                        |
| 21 | 21 | The Anvil or the Hammer       | Paul Edwards    | Jordan Harper        | 27 april 2015          |
| De Ogre vertelt over zijn ware intenties aan Barbara sinds hun eerste ontmoeting. Hij houdt haar gevangen todat hij haar vraagt om het volgende slachtoffer te noemen, anders zal Barbara sterven. Nygma dumpt het lichaam van Dougherty in zijn labo, en schrijft een brief aan Kristen Kringle, waarin hij schrijft dat haar vriend de stad verlaten heeft. Cobblepot verraadt de O'Connors, waardoor Maroni hen weet te doden, die denkt dat Falcone achter de moord zit. Gordon en Bullock ontdekken de verblijfplaats van de Ogre in het Gotham Royal Hotel, maar de Ogre en Barbara zijn vertrokken naar het landhuis van haar ouders, waar de Ogre Barbara's ouders doodt. Gordon en Bullock komen aan bij het landhuis. Na een zwaar gevecht tussen Gordon en de Ogre, bedreigt de Ogre Barbara met een mes. De Ogre wordt afgeleid door Bullock, waarop Gordon de Ogre door het hoofd schiet. Later bekent Gordon aan Leslie dat hij niet meer van Barbara houdt. Verschillende misdaden en moorden die werden gepleegd door Maroni en diens familie trekken de aandacht van hoofdinspecteur Essen. Ze beveelt alle agenten om in dienst te blijven tijdens de nakende bende-oorlog. |    |                               |                 |                      |                        |
| 22 | 22 | All Happy Families Are Alike  | Danny Cannon    | Bruno Heller         | 4 mei 2015             |
| De bende-oorlog tussen Falcone en Maroni escaleert. Barbara gaat in therapie bij Leslie na de gebeurtenissen van de laatste tijd. Wanneer Falcone wordt gehospitaliseerd na een aanslag, komen Cobblepot en Gilzean om hem te vermoorden, maar worden gearresteerd door Gordon. Met de hulp van Bullock kan Gordon Falcone, Cobblepot en Gilzean wegvoeren naar een opslagplaats. Daar wacht echter Fish Mooney hen op met haar nieuwe bende, met Selina als nieuw lid. Mooney maakt een deal met Maroni over Falcone, maar Maroni behandelt haar zonder respect, waardoor Fish Maroni door het hoofd schiet. De bendeleden van Fish en Maroni beginnen op elkaar te schieten. Gordon, Bullock, Falcone en Cobblepot kunnen ontsnappen, maar Gordon, Bullock en Falcone worden opnieuw gevangen door Selina. Cobblepot gaat met een machinegeweer achter Fish aan. Gordon en Bullock ontsnappen opnieuw met Falcone. Cobblepot, Fish en Gilzean beginnen een gevecht op het dak, waar Cobblepot Fish naar beneden gooit, het water in. Ondertussen probeert Barbara Leslie te doden, die Barbara bewusteloos weet te slaan wanneer Gordon en de rest arriveren. Kristen Kringle confronteert Nygma met de verdwijning van haar vriend. Nygma beweert van niets te weten en krijgt daarna een psychotische aanval. Denkende dat zijn vader een geheim bewaarde, gaat Bruce samen met Alfred op zoek naar een bewijs in de studeerkamer. Bruce vindt een apparaatje in een boek, dat een geheime trap achter de open haard onthuld. |    |                               |                 |                      |                        |

### Seizoen 2 (2015-16)
| Nr. | #  | Titel                         | Regisseur         | Schrijver(s)                     | Originele uitzenddatum |
| --- | -- | ----------------------------- | ----------------- | -------------------------------- | ---------------------- |
| 23 | 1  | Damned If You Do...           | Danny Cannon      | Bruno Heller                     | 21 september 2015      |
| Na zijn ontslag werkt Bullock nu als barman terwijl Gordon wordt gedegradeerd tot wijkagent en uiteindelijk ontslagen door commissaris Loeb. Gordon wendt zich tot Cobblepot, die nu de plaats van Falcone heeft ingenomen als maffiabaas, met Zsasz en Selina in dienst. Hij wil Loeb dwingen om Gordon terug in dienst te nemen en zijn functie neer te leggen zodat Essen commissaris wordt. In ruil moet Gordon een schuld innen bij een gangster. Gordon moet uiteindelijk de gangster neerschieten uit zelfverdediging. Ondertussen zijn verschillende geïnterneerden van Arkham Asylum - Barbara Kean, Aaron Helzinger, Jerome Valeska, Arnold Dobkins, Richard Sionis en Robert Greenwood - bevrijd en ontvoerd door Theo Galavan en diens zuster Tabitha. Allen stemmen er mee in om hun krachten te bundelen met Theo en Tabitha, met uitzondering van Sionis, die wordt vermoord. Bruce en Alfred ontdekken een geheim kantoor waar ze een brief van Thomas Wayne, die Bruce aanspoort om te kiezen tussen geluk en de waarheid. |    |                               |                   |                                  |                        |
| 24 | 2  | Knock, Knock                  | Rob Bailey        | Ken Woodruff                     | 28 september 2015      |
| Bruce ontslaat Alfred wanneer die de computer van zijn vader vernietigt. Later komt hij terug op zijn beslissing wanneer Alfred er mee instemt om Bruce fysiek te trainen zodat hij de confrontatie met de moordenaar van zijn ouders kan aangaan. Galavan ontvoert burgemeester James en zijn bende - de Maniax - beginnen een publieke moordpartij om zo publiciteit te verkrijgen. De Maniax vallen het politiebureau aan waarbij ze verschillende agenten doden, waaronder commissaris Essen. Gordon is naar buiten gelokt door Barbara en wordt in elkaar geslagen door Helzinger. Nygma is gewond geraakt terwijl hij juffrouw Kringle redde tijdens het bloedbad. De volgende dag neemt Bullock zijn oude job weer op om de Maniax te stoppen. |    |                               |                   |                                  |                        |
| 25 | 3  | The Last Laugh                | Eagle Egilsson    | John Stephens                    | 5 oktober 2015         |
| Gordon en Bullock gaan op zoek naar Jerome. Ze ontdekken dat die ondertussen zijn vader, Paul Cicero, heeft vermoord. Galavan vertelt aan Barbara dat zijn voorouders Gotham hebben gesticht en dat hij wraak wil nemen op diegenen die de naam van zijn familie hebben bezoedeld. Galavan woont een liefdadigheidsactie in het kinderziekenhuis bij, waar ook Bruce en Alfred aanwezig zijn. Lee verzorgt er de presentatie. Jerome en Barbara hebben de plaats ingenomen van de goochelaar en zijn assistente, waarbij ze alle gasten gijzelen. De show blijkt een list te zijn van Galavan, die Jerome vermoordt en zo wordt gezien als de held van de avond. Hierop kondigt hij zijn kandidatuur voor burgemeester aan. Verschillende burgers van Gotham beginnen na het zien van de acties van Jerome willekeurig mensen te vermoorden. |    |                               |                   |                                  |                        |
| 26 | 4  | Strike Force                  | T.J. Scott        | Danny Cannon                     | 12 oktober 2015        |
| Nathaniel Barnes, de nieuwe commissaris van Gotham, arriveert op het bureau om de afdeling op te ruimen en een einde te maken aan de corruptie. Met de hulp Gordon rekruteren ze een vijftal aspirant-agenten uit de academie om eliteteam te vormen en zo hun doel te bereiken. Galavan heeft de moeder van Penguin ontvoerd om hem zo te kunnen chanteren. Penguin moet de andere kandidaat-burgemeesters vermoorden en een mislukte aanslag plegen op Galavan. Selina wil Bruce opzoeken aan zijn school, maar wordt weggestuurd door Alfred, die de moord op Reggie nog niet is vergeten. Kort daarna heeft Bruce een afspraak met Galavan, om hem te bedanken voor het redden van zijn leven tijdens het benefiet. Bruce ontmoet Silver St. Cloud, het nichtje van Galavan. Nygma en Kristen hebben een romantische avond. Wanneer Penguin Butch in het geheim naar zijn moeder laat zoeken, geeft Barnes het eliteteam de opdracht om achter Penguin aan te gaan. |    |                               |                   |                                  |                        |
| 27 | 5  | Scarification                 | Bill Eagles       | Jordan Harper                    | 19 oktober 2015        |
| Penguin en Butch brengen een kist naar de penthouse van Galavan. Hierin zit Sid Bunderslaw, een bestuurslid van Wayne Enterprises. Tabitha verwijdert een van Bunderslaws ogen. Ondertussen valt het eliteteam van Barnes en Gordon binnen in een van Penguins witwasbedrijfjes, waar ze worden beschoten met een raketwerper. Galavan biedt de politie zijn hulp aan om de corruptie te verdrijven in ruil voor ondersteuning van zijn kandidatuur. Gordon weigert beleefd. Tabitha bezoekt Penguin om hun volgende zet te bespreken, waarvoor ze brandstichters - de broers Pike - moeten inhuren. Gordon en Bullock lokken Bridgit Pike in een valstrik waarbij haar broers haar in de steek laten. Terwijl ze probeert te ontsnappen probeert agent Garrett haar te beteugelen, maar ze verbrandt hem per ongeluk levend. Bridgit ontsnapt en Garrett bezwijkt later aan zijn verwondingen. Galavan bezoekt opnieuw het politiebureau, waar Gordon besluit zijn kandidatuur te steunen. In zijn penthouse krijgt Galavan bezoek van priester Creel, die beweert dat zijn krijgers onderweg zijn en dat Bruce zal sterven. |    |                               |                   |                                  |                        |
| 28 | 6  | By Fire                       | T.J. Scott        | Rebecca Perry Cutter             | 26 oktober 2015        |
| Na te zijn weggegaan bij haar broers trekt Bridgit in bij Selina. Later wordt ze ontvoerd en mishandeld door haar broers wanneer ze probeert om Gotham te verlaten. Ze vermoordt haar broers en slaat de criminele weg in. Na een bezoek bij Selina komen Gordon en Bullock aan in het appartement van de broers Pike. Galavan biedt Bruce de samenwerking aan om de corruptie bij Wayne Enterprises op te ruimen. Butch ontdekt de verblijfplaats van Penguins moeder, waarop die haar redding begint te plannen. Wanneer de politie Bridgit wil arresteren komt ze per ongeluk om het leven, tot grote teleurstelling van Selina. Kristen ontdekt dat Nygma Tom Dougherty heeft vermoord. In een poging om te voorkomen dat Kristen zijn appartement ontvlucht, wurgt en vermoordt Nygma haar per ongeluk. Bridgit blijkt ondertussen nog te leven, maar haar lichaam is zwaar verbrand. Ze wordt naar Indian Hill gebracht, een geheime divisie van Wayne Enterprises waar inhumane experimenten worden uitgevoerd. Er wordt gezegd dat haar pak versmolten is met haar huid, waardoor ze onvatbaar is geworden voor vuur. |    |                               |                   |                                  |                        |
| 29 | 7  | Mommy's Little Monster        | Kenneth Fink      | Robert Hull                      | 2 november 2015        |
| Butch leidt Penguin naar de verblijfplaats van zijn moeder, waar Galavan en Tabitha hen opwachten. Hersteld van zijn conditionering verraadt Butch Penguin en Tabitha doodt Gertrude. Penguin kan echter ontsnappen en zweert dat hij Galavan zal doden. Galavan wordt verkozen tot burgemeester. Hij overtuigt de politie en de bevolking dat Penguin hem wilde doden en laat Harvey Dent een arrestatiebevel uitschrijven. Gordon begint te vermoeden dat Galavan Penguin chanteert en spoort Butch op. In een verhoor in een bar zegt Butch dat Galavan Penguin er in luisde en diens moeder heeft vermoord. Later die avond vindt het overwinningsfeest van Galavan plaats, met de politie in hinderlaag om Penguin te arresteren indien die zou arriveren. Penguin en zijn handlangers dagen op, maar Penguin wordt in de val gelokt door Gordon. Galavan probeert hem te overtuigen om Penguin neer te schieten, maar die kan ontsnappen. Gordon zegt tegen Galavan dat hij vastbesloten is om zijn corruptie aan het licht te brengen. Na de dood van Kristen wordt Nygma's mentale toestand slechter naarmate zijn gespleten persoonlijkheid hem ervan probeert te overtuigen dat hij erop kickt om weg te komen met moord. Beide persoonlijkheden van Nygma smelten vervolgens samen.       |    |                               |                   |                                  |                        |
| 30 | 8  | Tonight's the Night           | Jeffrey Hunt      | Jim Barnes                       | 9 november 2015        |
| Galavan geeft Barbara de toestemming om Gordon te doden en biedt ook Bruce een voorstel aan: als Bruce zijn aandelen van Wayne Enterprises aan hem verkoopt zal Galavan hem de identiteit van de moordenaar van zijn ouders bezorgen. Barbara belooft Gordon meer info als hij meegaat naar een bepaalde plek. Terwijl Bullock, Gordon en Barbara onderweg zijn worden ze aangereden door een vrachtwagen en aangevallen door Tabitha en haar handlangers. Gordon komt bij in de kathedraal van Gotham, waar hij en Barbara gehuwd zouden zijn voordat ze uit elkaar gingen. Dankzij Bullock ontdekt het eliteteam de locatie van Gordon. Ook Lee is ontvoerd door Tabitha, maar kan bevrijd worden door het eliteteam. Barbara slaat op de vlucht en ondanks dat Gordon haar probeert te redden, laat ze zich uit een raam vallen wat leidt tot ernstige verwondingen. Door de info die ze kregen van Barbara kan de politie burgemeester James bevrijden. Bruce verwerpt het voorstel van Galavan vlak voordat Gordon aankomt en Galavan arresteert, die het bewijsmateriaal van de moord op de Waynes vernietigt. Terwijl Nygma Kristen probeert te begraven, vindt hij de gewonde en uitgeputte Penguin, die hem om hulp vraagt.                                                                 |    |                               |                   |                                  |                        |
| 31 | 9  | A Bitter Pill to Swallow      | Louis Shaw Milito | Megan Mostyn-Brown               | 16 november 2015       |
| Tabitha schakelt een bureau van huurmoordenaars in om Gordon te laten vermoorden. Bruce probeert informatie over de moordenaar van zijn ouders te verkrijgen van Silver, maar wordt tegengehouden door Alfred, die Silver zegt weg te blijven bij Bruce. Wanneer Bruce probeert om weg te sluipen wordt hij tegengehouden door Selina, die zegt bewijs te hebben dat Silver niet is wie beweert te zijn. Gordon en Barnes onderzoeken de loft van Galavan op zoek naar bewijzen. Ze kunnen de aangekomen huurmoordenaars afslaan, maar Barnes geraakt gewond. Wanneer de versterkingen arriveren worden deze gedood door Eduardo Flamingo, de volgende huurmoordenaar die is gestuurd. Gordon heeft de kans hem te doden maar laat hem arresteren. Onderweg naar zijn cel doodt Flamingo nog een agente. Nygma overtuigt Penguin om verder te gaan na de dood van diens moeder, waarop ze samen een van Galavans assistenten doden. De Orde van St. Dumas arriveert in Gotham. |    |                               |                   |                                  |                        |
| 32 | 10 | The Son of Gotham             | Rob Bailey        | John Stephens                    | 23 november 2015       |
| Bruce en Silver worden gekidnapt door Tom "The Knife". Hij manipuleert Silver in het schijnbaar onthullen van de naam van de moordenaar van Bruce zijn ouders. Het blijkt dat Tom is betaald door Bruce en Selina om Silver in de val te lokken. Silver beweert dat de man Malone heet, maar zegt achteraf te hebben gelogen. Galavan wordt vrijgelaten nadat Aubrey James loog tijdens zijn verhoring in de rechtszaak. Hij beweert dat hij werd ontvoerd door Penguin, en niet door Galavan. Gordon wordt gevangen genomen door Galavan, die de geschiedenis van zijn familie aan hem vertelt. Galavan beveelt Gordon te doden en vertrekt. Gordon wordt echter gered door Penguin. Alfred is ongerust over het wegblijven van Bruce en gaat naar de loft van Galavan. Hier geraakt hij gewond in een gevecht met Tabitha, maar weet te ontsnappen. Nygma wordt gedwongen te liegen tegen Lee over de verdwijning van Kristen. Galavan breekt in in Wayne Manor en ontvoert Bruce, als onderdeel van het plan van de Orde van St. Dumas om Gotham te reinigen. |    |                               |                   |                                  |                        |
| 33 | 11 | Worse Than a Crime            | Jeffrey Hunt      | Bruno Heller                     | 30 november 2015       |
| Gordon komt bij in het huis van Nygma. Hij hoort van Penguin dat hij als voortvluchtige wordt beschouwd na het aanvallen van Galavan. Gordon en Penguin beramen plannen om in te breken bij Galavan en Bruce te bevrijden. Lee wil Gordon overtuigen om zichzelf aan te geven, en ze zegt dat ze zwanger is. Gordon, Bullock, Alfred, Selina en Penguin en zijn handlangers arriveren bij Galavan wanneer priester Creel op het punt staat Bruce te doden. De Orde van St. Dumas wordt verslagen, terwijl Galavan, Tabitha en Silver proberen te ontsnappen. Tabitha slaat Galavan neer zodat zij en Silver kunnen ontkomen. Penguin overtuigt Gordon er van dat Galavan nooit veroordeeld zal worden. Ze nemen Galavan mee naar de haven, waar ze hem doden. Gordon vraagt aan Lee om met hem te trouwen. Galavan's lichaam wordt gevonden door Wayne Enterprises, die het lijk naar Indian Hill brengen, waar ook het lichaam van Fish Mooney wordt bewaard. De wetenschappers stellen dat het lichaam van Galavan moet worden geëxperimenteerd door professor Hugo Strange. |    |                               |                   |                                  |                        |
| 34 | 12 | Mr. Freeze                    | Nick Copus        | Ken Woodruff                     | 29 februari 2016       |
| Enkele weken na de dood van Galavan wordt Gordon ondervraagd en Penguin gearresteerd. Beiden liegen tegen de politie en beweren dat Penguin degene was die Galavan doodde, en Gordon er niet bij betrokken was. Gordon krijgt zijn functie terug, terwijl Penguin zijn acties wijdt aan een psychische aandoening, waarop hij naar Arkham Asylum wordt gestuurd. Hier wordt hij een patiënt van professor Hugo Strange, hoofd van de psychiatrische afdeling. Butch neemt het criminele imperium van Penguin over. Gordon en Bullock onderzoeken verschillende ontvoeringen, zich er niet van bewust dat de wetenschapper Victor Fries de schuldige is. Fries heeft geëxperimenteerd met het invriezen en reanimeren van mensen, zodat hij zijn terminaal zieke vrouw Nora kan invriezen totdat hij een remedie voor haar ziekte heeft gevonden. Wanneer de politie Fries verdenkt, ontdekken ze zijn laboratorium. Fries is er niet en Nora wordt gearresteerd. Fries probeert zichzelf aan te geven tot hij ontdekt dat zijn laatste serum een mens succesvol kan reanimeren. Professor Strange verneemt van Fries' experimenten en begint plannen te smeden om hem te rekruteren voor Indian Hill.                                                                                                |    |                               |                   |                                  |                        |
| 35 | 13 | A Dead Man Feels No Cold      | Eagle Egilsson    | Seth Boston                      | 7 maart 2016           |
| In Arkham houdt professor Strange toezicht op de intensieve behandelingen die als doel hebben Penguin's agressieve neigingen te verminderen. Wanneer Fries verneemt dat Nora naar de medische afdeling van Arkham zal worden gebracht, bouwt hij een gepantserd pak. Fries weet Nora te bevrijden en neemt Lee mee als gijzelaar. Gordon vermoedt dat Fries zal terugkeren naar zijn labo om Nora in te vriezen. De politie omsingelt het huis van Fries. Nora geeft zichzelf de schuld van al de doden die Fries heeft veroorzaakt. Fries probeert haar in te vriezen, maar ontdekt dat Nora de capsules verwisselde toen hij niet keek, waarop ze sterft. Hierop probeert Fries zelfmoord te plegen door zichzelf te bevriezen. Hij wordt publiekelijk dood verklaard, maar komt bij in Indian Hill. Hij verneemt van professor Strange dat hij niet kan overleven bij temperaturen boven het vriespunt. Strange biedt Fries een bondgenootschap aan als medewetenschapper. Bruce onderzoekt een spoor dat naar de moordenaar van zijn ouders, Patrick "Matches" Malone, kan leiden. |    |                               |                   |                                  |                        |
| 36 | 14 | This Ball of Mud and Meanness | John Behring      | Jordan Harper                    | 14 maart 2016          |
| Bruce krijgt een pistool van Selina en gaat met Alfred op zoek naar Malone. Om info te krijgen wordt Alfred gedwongen te vechten in een ondergrondse vechtclub, waarop hij in het ziekenhuis belandt. Nadat Bruce zelf op zoek gaat neemt Alfred contact op met Gordon en Bullock zodat ze Bruce kunnen opsporen. Bruce weet Malone te vinden, die uiteindelijk lijkt te bevestigen dat hij verantwoordelijk is voor de moord op Bruce's ouders. Hij vraagt Bruce om hem te doden, maar Bruce besluit dit niet te doen en laat het wapen achter, waarop Malone zelfmoord pleegt. Later vindt Alfred een brief van Bruce, waarin hij zegt dat hij een tijd op straat gaat leven met Selina, om zo te leren hoe hij de misdaad kan bestrijden. Lee vraagt aan Gordon om de plotse verdwijning van Kristen te onderzoeken. Wanneer Nygma op de hoogte wordt gebracht, zweert hij Gordon te slim af te zijn. Na verdere tests op Penguin verklaart professor Strange dat hij geestelijk gezond is en laat hem ontslaan uit Arkham. Strange zegt dat hij nog plannen heeft met Penguin. |    |                               |                   |                                  |                        |
| 37 | 15 | Mad Grey Dawn                 | Nick Copus        | Robert Hull                      | 21 maart 2016          |
| Na te zijn vrijgelaten uit Arkham, bezoekt Penguin het graf van zijn overleden moeder. Daar ontmoet hij Elijah Van Dahl, die zijn biologische vader blijkt te zijn. Van Dahl had een verhouding met Penguins moeder, maar de twee werden uit elkaar gedreven doordat de familie van Van Dahl de relatie afkeurde. Van Dahl verwelkomt Penguin in zijn gezin. Omdat Nygma denkt dat Gordon vermoedt dat hij Kristen heeft vermoord, vermomt hij zich begint een reeks misdaden, waar hij telkens een raadsel achterlaat. Terwijl Gordon de misdaden begint op te lossen, doodt Nygma een agent van het eliteteam, informeert anoniem de politie dat Gordon Galavan heeft vermoord en laat Gordon opdraaien voor de moord op de agent. Gordon wordt gearresteerd en schuldig bevonden, en wordt naar de Blackgategevangenis gestuurd. Selina en Bruce stelen geld van de neef van Butch, waar Bruce een pak slaag van krijgt. Gordon zegt Lee om te vertrekken uit Gotham en hem te vergeten, om zo een toekomst voor hun ongeboren kind te verzekeren. In Arkham ontwaakt Barbara uit haar coma. |    |                               |                   |                                  |                        |
| 38 | 16 | Prisoners                     | Scott White       | Danny Cannon                     | 28 maart 2016          |
| Gordon past zich aan aan het leven in Blackgate. Directeur Carlson Gray laat hem overplaatsen naar een andere afdeling, die "World's End" wordt genoemd. Gray is van plan Gordon te laten vermoorden. Gordon krijgt hulp en raad van de cipier Wilson Bishop. Wanneer Bullock hem komt bezoeken krijgt hij te horen dat Lee een miskraam heeft gehad en de stad heeft verlaten. Later wordt hij verdedigd door de andere gevangene Peter "Puck" Davies wanneer hij in elkaar wordt geslagen, waardoor ze beiden op de ziekenboeg terechtkomen. In een poging om Gordon te redden, zoekt Bullock bij Falcone. Gordon's dood wordt geënsceneerd, waarop hij en Puck dankzij Bullock en Bishop kunnen ontsnappen. Puck overlijdt aan zijn verwondingen, terwijl Gordon een veilig adres krijgt van Falcone zodat hij zijn naam kan zuiveren en op zoek gaan naar Lee. Penguin vertelt over zijn verleden aan zijn vader, die hem vergeeft. Van Dahl krijgt van zijn arts te horen dat zijn hartkwaal verergerd en dat hij niet lang meer heeft te leven. Omdat Van Dahl zijn volledige erfenis wil nalaten aan Penguin, vergiftigen zijn vrouw Grace en haar kinderen Sasha en Charles een drankje dat voor Penguin bedoeld is. Van Dahl drinkt echter het glas leeg en sterft in de armen van Penguin. |    |                               |                   |                                  |                        |
| 39 | 17 | Into the Woods                | Oz Scott          | Rebecca Perry Cutter             | 11 april 2016          |
| Gordon is nog steeds op de vlucht voor de wet terwijl hij probeert om zijn naam te zuiveren. Wanneer hij Nygma benadert om hulp, ontdekt hij dat het Nygma was die hem er inluisde. Nygma weet Gordon uit te schakelen, maar Gordon ontwaakt en vlucht wanneer Nygma hem in de kofferbak wil steken. Gordon vraagt Selina om de politie te vertellen dat ze weet waar hij is. Gordon volgt Nygma in de bossen, die van plan is om het lichaam van Kristen te verplaatsen. Nygma bekent dat hij Gordon liet opdraaien voor de moord op de agent, terwijl de politie het gesprek afluistert. Ze arresteren Nygma en laten hem in Arkham plaatsen. Barnes biedt Gordon zijn baan terug aan, maar die weigert voorlopig omdat hij eerst de moord op de ouders van Bruce wil oplossen. Barbara wordt vrijgelaten uit Arkham nadat ze geen tekens meer vertoont van een psychische aandoening. Na de dood van zijn vader wordt Penguin gepest door zijn stiefgezin. Hij ontdekt het bewijs dat ze zijn vader hebben vermoord, waarop hij terug zijn oude zelf wordt en zijn stiefgezin vermoordt. |    |                               |                   |                                  |                        |
| 40 | 18 | Pinewood                      | John Stephens     | Robert Hull & Megan Mostyn-Brown | 18 april 2016          |
| Bruce, Alfred en Lucius Fox doorzoeken de geheime bestanden op de computer van Thomas Wayne. Ze proberen uit te zoeken wie en waarom Thomas en Martha liet vermoorden. Barbara zoekt Gordon op. Ze beweert genezen te zijn en probeert zich te verzoenen, maar Gordon wil er niet van weten. Met de nogal onorthodoxe hulp van Barbara ontdekt Gordon dat de persoon die de opdrachtgever van Matches Malone contacteerde bekend staat als de Filosoof. Gordon laat haar achter, waarop Barbara opvang krijgt bij Butch en Tabitha. Bruce en Alfred volgen een aanwijzing en vinden zo Karen Jennings, een voormalige gevangene uit Blackgate, op wie experimenten werden uitgevoerd door de Filosoof in Pinewood Farms, dat een afdeling was van Wayne Enterprises. Ze wil helpen om de Filosoof te identificeren, maar Victor Fries is gestuurd om haar te vermoorden. Na de dood van Karen doet Fox verder onderzoek en ontdekt dat Hugo Strange de Filosoof is. Na veel mislukte pogingen slaagt Strange er in iemand uit de dood te laten opstaan: Theo Galavan. |    |                               |                   |                                  |                        |
| 41 | 19 | Azrael                        | Larysa Kondracki  | Jim Barnes & Ken Woodruff        | 2 mei 2016             |
| Gordon ondervraagt professor Strange over Project Chimera, wat Strange doet besluiten om Gordon te laten vermoorden door Galavan, die zich nu Azrael noemt. Nygma hoort dat Strange en Peabody klagen over de bemoeienissen van Gordon. Hij zegt tegen hen dat hij kan helpen om Gordon uit te schakelen, maar Strange weigert zijn hulp. Bruce hoort van Gordon en Bullock dat er niet genoeg bewijs is om Strange te arresteren. Azrael krijgt enkele herinneringen terug na het bekijken van verkiezingsposters van Galavan. Azrael doodt enkele agenten maar slaagt er niet in Gordon te doden. Barnes en Gordon vluchten naar het dak waar Barnes het gevecht aangaat met Azrael, en ontdekt dat het Galavan is. Barnes geraakt gewond en wordt naar het ziekenhuis overgebracht, terwijl Azrael Gordon gadeslaagt. |    |                               |                   |                                  |                        |
| 42 | 20 | Unleashed                     | Paul Edwards      | Danny Cannon                     | 9 mei 2016             |
| Samen met Bullock en een groep agenten arriveert Gordon bij Arkham met een bevelschrift om het kantoor van Strange te onderzoeken. Strange is hen echter een stap voor en heeft al zijn documenten vernietigd. Nygma is in shock na wat hij heeft gezien in Indian Hill en beseft dat hij moet ontsnappen. Terwijl Barnes nog steeds in het ziekenhuis ligt, is Bullock tijdelijk commissaris. Bruce besluit om samen met Selina een weg om in Arkham te geraken te vinden. Selina aanvaardt het aanbod omdat ze Bridgit wil redden, maar staat er op dat ze alleen gaat. Gordon en Bullock gaan naar Butch om met Tabitha te praten, die zegt dat het zwaard van Azrael namaak is en dat het echte in het graf van haar grootvader ligt. Ze stelen het zwaard uit de graftombe, tot Azrael arriveert en Tabitha verwondt, en ontsnapt met het zwaard. Gordon waarschuwt Alfred net wanneer Bruce terugkeert in Wayne Manor. Gordon arriveert en schiet meerdere keren op Azrael, die echter niets lijkt te voelen. Butch en Penguin arriveren, waarop Butch Azrael doodt met een raketgranaat. |    |                               |                   |                                  |                        |
| 43 | 21 | A Legion of Horribles         | Rob Bailey        | Jordan Harper                    | 16 mei 2016            |
| Selina smeekt Bridgit, die nu Firefly is, om haar niet te doden en haar te aanvaarden als dienaar. Bruce maakt zich zorgen omdat Selina niet komt opdagen en ontdekt dat ze gevangen is genomen. Ondertussen gaat het project van Strange verder, en weet met succes Fish Mooney tot leven te brengen, die haar geheugen intact is gebleven. Bruce gelooft dat er ene geheime ruimte is in Arkham waar Strange experimenteert met de doden. Bruce en Fox bezoeken Arkham om zo Gordon binnen te smokkelen, maar ze worden ontdekt en gevangen genomen. Bruce en Fox worden in een kamer gezet en ondervraagd door Nygma. Gordon wordt in een andere kamer vastgehouden en door Strange voorgesteld aan Basil Karlo, een patiënt wiens huid extreem rekbaar is. Strange weet door middel van een machine het gezicht van Gordon te repliceren op dat van Basil. |    |                               |                   |                                  |                        |
| 44 | 22 | Transference                  | Eagle Egilsson    | Bruno Heller                     | 23 mei 2016            |
| Vermomd als Gordon laat Basil de politie zich terugtrekken uit Arkham. Barbara weet Basil later echter te ontmaskeren. Strange treft voorbereidingen om een bom te laten ontploffen onder Arkham en zegt tegen Peabody om de patiënten over te brengen naar een andere faciliteit. Fish weet de controle te krijgen over Peabody. Strange zet de aftelklok van de bom in werking op bevel van de Witharige Dame. Met de hulp van Nygma weten Gordon en Fox de bom te stoppen. Fish weet met een bus met de andere monsters van Strange te ontsnappen. Ze ontmoet de geschokte Penguin op straat en slaat hem knock-out. Butch en zijn bende slaan op de vlucht. Strange wordt gearresteerd, Gordon gaat op zoek naar Lee en Bruce vertelt Alfred over de geheime raad die hem dood wil. Een dakloze vrouw opent de deuren van de bus en laat zo de monsters vrij. Een van hen is een jongen die identiek lijkt op Bruce. |    |                               |                   |                                  |                        |

### Seizoen 3 (2016-17)
| Nr. | #  | Titel                              | Regisseur            | Schrijver(s)                    | Originele uitzenddatum |
| --- | -- | ---------------------------------- | -------------------- | ------------------------------- | ---------------------- |
| 45 | 1  | Better to Reign in Hell...         | Danny Cannon         | John Stephens                   | 19 september 2016      |
| Zes maanden na de verdwijning van Fish, is Lee verder gegaan met haar leven en heeft een nieuwe relatie. Gordon is ondertussen een premiejager die de ontsnapten uit Indian Hill opspoort. Cobblepot zet een prijs op het hoofd van Fish en zoekt Nygma op in Arkham. Hij zegt te vermoeden dat Fish bijbedoelingen heeft, maar Nygma raadt hem aan haar te vermoorden. De mysterieuze dubbelganger van Bruce sluimert rond in Gotham en ontdekt de identiteit van Bruce door Ivy, die hem voor Bruce aanziet. Gordon spoort Ethel Peabody, de assistente van Strange, op met de hulp van de verslaggeefster Valerie Vale. Peabody wordt ontvoerd en gedood door Fish en haar handlangers. Hierdoor eisen Barnes en Bullock dat Gordon wegblijft van het politiebureau. De bende van Fish ontdekt Ivy, die Selina kwam opzoeken. Ivy vlucht, maar valt in een rioolbuis. Bruce en Alfred hebben een meeting met de raad van bestuur van Wayne Enterprises. Bruce dreigt het bewijs dat een bepaalde groep binnen het bedrijf hem wil laten vermoorden openbaar te maken, tenzij ze contact met hem opnemen. De groep stuurt een huurling om Bruce te ontvoeren. Ondertussen weigeren Barbara en Tabitha de bescherming van Cobblepot. In een poging om zich te verzoenen met Tabitha heeft Butch een gangster ingehuurd, maar Cobblepot steekt er een stokje voor.                                                    |    |                                    |                      |                                 |                        |
| 46 | 2  | Burn the Witch                     | Danny Cannon         | Ken Woodruff                    | 26 september 2016      |
| Bruce wordt naar Kathryn gebracht, een hooggeplaatst lid van de geheime raad. Hij herkent haar van verschillende evenementen van Wayne Enterprises. Bruce gaat ermee akkoord zijn onderzoek te staken in ruil voor de levens van zijn naasten. Cobblepot verzamelt de inwoners van Gotham tegen de monsters die ontsnapt zijn uit Indian Hill. Ivy spoelt aan als een volwassen vrouw en valt een man aan die haar wilde helpen, die zijn planten mishandelt. Fish neemt Bullock gevangen en gebruikt haar krachten zodat hij haar naar de verblijfplaats van Strange leidt. Gordon sluit een deal met Fish om haar te helpen ontsnappen met Strange, in ruil voor Bullock. Hij informeert Cobblepot over haar vluchtroute. Cobblepot wil Fish vermoorden, maar laat haar gaan wanneer ze vertelt dat haar creatie van de "Penguin" haar grootste verwezenlijking is. De menigte die onder zijn bevel staat, breekt het gebouw binnen en doodt enkele ondergeschikten van Fish. Valerie zoekt Gordon op in verband met zijn deal met Fish, waarop ze elkaar kussen. De dubbelganger van Bruce breekt binnen in Wayne Manor en vraagt om hulp. Lee keert terug naar Gotham. |    |                                    |                      |                                 |                        |
| 47 | 3  | Look into My Eyes                  | Rob Bailey           | Danny Cannon                    | 3 oktober 2016         |
| Hypnotiseur Jervis Tetch huurt Gordon in om zijn zus Alice te vinden, een van de ontsnapten uit Indian Hill waarvan haar bloed een virus bevat. Barnes biedt Lee haar oude baan aan bij de politie. Cobblepot trekt de competentie van burgemeester James in twijfel en besluit om zich kandidaat te stellen bij de nakende verkiezingen. Hij beweert het corrupte systeem van Gotham op te ruimen. Om hem bij te staan tijdens de campagne laat hij Nygma wettig gezond verklaren en vrijlaten uit Arkham. Gordon geraakt gewond tijdens een gevecht en moet zich laten hechten door Mario, de verloofde van Lee. Nadat Alice tegen Gordon zegt dat ze niets te maken wil hebben met Jervis, gaat Gordon hem ondervragen. Tetch hypnotiseert hem waardoor Gordon bijna zelfmoord pleegt. Alice redt Gordon, die haar naar het politiebureau brengt. Lee en Mario hebben een etentje met zijn vader, die Carmine Falcone blijkt te zijn. Falcone is bezorgd om de mogelijke jaloezie van Gordon. Bruce neemt zijn dubbelganger in huis die de naam Subject 514A heeft. De kloon blijkt indrukwekkende vechtvaardigheden te hebben en is ongevoelig voor pijn. Subject 514A neemt de identiteit van Bruce aan en zoekt Selina op op straat. |    |                                    |                      |                                 |                        |
| 48 | 4  | New Day Rising                     | Eagle Egilsson       | Robert Hull                     | 10 oktober 2016        |
| Subject 514A helpt Selina bij het beroven van een bar en redt haar wanneer ze gevangen wordt genomen. Selina ziet echter de littekens op zijn lichaam en beseft dat hij Bruce niet is. Subject 514A geeft toe dat hij wilde weten hoe een normaal leven voelde door sociaal contact aan te gaan, waarop hij Selina kust. Tetch hypnotiseert de worstelbende Tweedle Brothers om hem te helpen met het binnenvallen van het politiebureau en Alice te ontvoeren, maar Gordon en Bullock weten hen op te sporen. Gordon is nog steeds onder de suïcidale invloed van de hypnose. Hij realiseert zich dat zijn suïcidale verlangens zijn gekoppeld aan de problemen met Lee, waardoor hij de hypnose kan overwinnen en verbreken. Alice valt tijdens de bevrijding en wordt gespietst op een pijp, waardoor een door verdriet getroffen Tetch weet te ontsnappen. Tijdens het onderzoeken van de plaats delict raakt Barnes besmet door het bloed van Alice. Cobblepot heeft Butch verschillende ambtenaren laten omkopen om zo de verkiezingen te winnen, maar Nygma laat het geld terug ophalen. Cobblepot wint de verkiezingen toch en beseft dat Nygma hem wilde laten zien dat het volk hem echt wil als burgemeester. Hij benoemt Nygma tot zijn stafchef, tot ongenoegen van Butch. Gordon verzoent zich met Lee. Subject 514A neemt afscheid van Bruce en wil Gotham verlaten, maar wordt ontvoerd door Kathryn. |    |                                    |                      |                                 |                        |
| 49 | 5  | Anything for You                   | TJ Scott             | Denise Thé                      | 17 oktober 2016        |
| Cobblepot's termijn als burgemeester begint goed, maar een nieuwe Red Hood-bende verschijnt en daagt openlijk zijn autoriteit uit. Nygma ontdekt dat Butch achter de bende zit als onderdeel van het plan om zichzelf weer de rechterhand van Cobblepot te maken. Tijdens een feest ter ere van de nieuwe burgemeester manipuleert Nygma Butch om zichzelf te onthullen als het brein achter de Red Hood-bende, en versterkt zo zijn eigen positie als meest vertrouwde vriend en bondgenoot van Cobblepot. Barnes vraagt aan de Lee de resultaten van het bloedonderzoek van Alice zonder te vertellen dat hij er aan is blootgesteld. Later blijkt dat hij bovenmenselijke kracht heeft verworven. Om Selina tevreden te stellen, huurt Bruce Gordon in om de verdwenen Ivy te vinden. Ivy praat tegen Selina, zonder haar identiteit prijs te geven. Op voorstel van Gordon zegt Bruce tegen Selina wat hij voor haar voelt, maar ze antwoordt hem dat hij zich alleen zo voelt omdat hij nog nooit met een ander meisje is uitgegaan of contact heeft gehad. Bruce bevestigt zijn gevoelens, waarop Selina hem kust. Elders treurt Tetch om de dood van Alice en zweert wraak te nemen op Gordon. |    |                                    |                      |                                 |                        |
| 50 | 6  | Follow the White Rabbit            | Nathan Hope          | Steve Lilien & Bryan Wynbrandt  | 24 oktober 2016        |
| Tetch begint aan een moordpartij doorheen Gotham, waarbij hij verschillende burgers hypnotiseert en Gordon dwingt om te kiezen wie hij redt, waardoor de andere partij overlijdt. Uiteindelijk eist Tetch dat Gordon een van de gijzelaars doodt. Gordon weigert, waarop Tetch beide doodt. Later worden Lee en Valerie ontvoerd en brengt hen naar het huis van Mario. Tetch eist dat Gordon alleen komt. Gordon roept echter de hulp in van Mario zonder de politie te verwittigen. Mario haalt zijn pistool uit de kelder terwijl Gordon deelneemt aan een "theekransje", dat wordt onderbroken door Mario om de vrouwen te redden. Tetch blijkt het pistool echter te hebben leeggemaakt. Hij dwingt Gordon een slachtoffer te kiezen. Die kiest Lee, waarop Tetch Valerie neerschiet. Ze wordt met spoed naar het ziekenhuis gebracht. Ondertussen realiseert Cobblepot zich dat hij verliefd is op Nygma, en hij is van plan om zijn gevoelens voor hem te bekennen. Nygma heeft echter Isabella ontmoet, die enorm op Kristen Kringle lijkt en net als hem ook geïnteresseerd is in raadsels. Barnes krijgt last van woede-uitbarstingen als gevolg van zijn blootstelling aan het bloed van Alice. |    |                                    |                      |                                 |                        |
| 51 | 7  | Red Queen                          | Scott White          | Megan Mostyn-Brown              | 31 oktober 2016        |
| Valerie herstelt van haar schotwonde, maar beëindigt haar relatie met Gordon, wetende dat die Tetch manipuleerde om haar neer te schieten in plaats van Lee. Tetch breekt in in het mortuarium en tapt het bloed uit het lijk van Alice. Hij stelt Gordon bloot aan "Red Queen", een drug die intense hallucinaties veroorzaakt. In zijn hallucinatie leidt Barbara Gordon door een door oorlog verscheurd politiebureau, vervolgens een leven waarin hij getrouwd is met Lee en twee kinderen heeft, en vervolgens een ontmoeting met zijn overleden vader, die hem aanmoedigt om een betere beschermer te zijn van Gotham. Mario brengt Gordon weer tot bewustzijn. Cobblepot onthult het verleden van Nygma aan Isabella in een poging om hun relatie te beëindigen, maar zonder succes. Barnes en Bullock ontdekken dat Tetch van plan is om het virus te verspreiden op het jaarlijkse feest van de stadsoprichters, en weten hem op tijd te arresteren. Tetch ontdekt dat Barnes is blootgesteld aan het bloed van Alice. Terwijl Barnes zijn testament wijzigt, besluit Gordon zijn vader te eren door opnieuw aan de slag te gaan als rechercheur. Het blijkt dat de geheime raad plannen heeft met Cobblepot, waarbij een van de leden een ring draagt die lijkt op die van Gordon's vader. Bruce heeft een afspraakje met Selina.                                                                           |    |                                    |                      |                                 |                        |
| 52 | 8  | Blood Rush                         | Rob Bailey           | Tze Chun                        | 7 november 2016        |
| Na zijn zelfcontrole te verliezen en zo een crimineel te hebben gedood, bezoekt Barnes Tetch in Arkham en vraagt hem een remedie om het virus te genezen, maar Tetch weigert. Barnes begint stemmen te horen die hem aansporen om meer criminelen te vermoorden. Hij vindt de plastisch chirurg Maxwell Symon, die de gezichten van zijn slachtoffers verwijdert om deze te plaatsen op cliënten die hun gezicht willen veranderen. Barnes arresteert Symon nadat hij de stemmen in zijn hoofd weet te overwinnen. Lee en Mario geven een verlovingsfeest, waarbij Barnes van plan is om zichzelf aan te geven. Zijn psychose neemt echter de bovenhand wanneer hij ontdekt dat Symon is vrijgelaten vanwege zijn connecties. Mario dreigt Gordon om weg te blijven van Lee. Barnes verliest het vertrouwen in het rechtssysteem van Gotham en gooit Symon uit het gebouw. Hij is van plan om op grotere schaal criminelen te vermoorden. Gordon ontdekt nog van Symon dat Barnes de schuldige is. Ondertussen is Nygma bang dat hij Isabella hetzelfde zal aandoen als Kristen. Hij besluit hun relatie te beëindigen, aangemoedigd door Cobblepot. Isabella ontdekt echter de gevoelens van Cobblepot en verleidt Nygma opnieuw. Hierop laat Cobblepot haar wagen saboteren, waaronder ze onder een trein terechtkomt.                                                                                              |    |                                    |                      |                                 |                        |
| 53 | 9  | The Executioner                    | John Behring         | Ken Woodruff                    | 14 november 2016       |
| Barnes begint een moordpartij op de criminelen van Gotham. Wetende dat Gordon op de hoogte is, probeert Barnes hem te laten opdraaien voor een van de moorden. Barnes kan de politie echter niet overtuigen nadat Bullock Lee er van wist te overtuigen dat Barnes inderdaad de schuldige is. Gordon weet Barnes te overmeesteren, waarop die wordt gearresteerd en overgebracht naar Arkham. Nadat het overlijden van Isabella wordt afgedaan als een ongeluk, begint Nygma een privé-onderzoek en ontdekt dat de wagen werd gesaboteerd. Hij verdenkt Butch van de moord, en Cobblepot belooft vergelding. Ivy onthult wie ze is aan Bruce en Selina, wat onbedoeld voor wrijvingen zorgt in hun prille relatie. Ivy wordt achtervolgd door huurlingen die haar willen doden voor een halsketting die ze gestolen heeft. Het trio weet te ontsnappen en willen de halsketting terugbezorgen aan de eigenaar. Die blijkt te zijn vermoord. In de halsketting vinden ze een sleutel. |    |                                    |                      |                                 |                        |
| 54 | 10 | Time Bomb                          | Hanelle M. Culpepper | Robert Hull                     | 21 november 2016       |
| Ivy gebruikt haar gif om Alfred te kunnen beheersen, zodat ze kan ontsnappen uit Wayne Manor. Bruce ontdekt dat de Whispers achter de sleutel aanzitten, en van plan zijn om geheime raad, bekend als het Court of Owls, te vernietigen. Hij beseft dat de Whispers niet zijn vijanden zijn. Kort daarna wordt de leider van de Whispers vermoord door een lid van het Court of Owls. Wanneer Mario het doelwit is van huurmoordenaars, leidt Falcone daaruit af dat het Court of Owls hiervoor verantwoordelijk is en weet hen succesvol te chanteren om hun aanvallen op zijn zoon te staken, maar weet niet hun motief te ontmaskeren. Nygma ontvoert en martelt Butch en Tabitha voordat hij ontdekt dat ze niet verantwoordelijk waren voor de moord op Isabella. Tabitha werd gedwongen om te kiezen tussen haar rechterhand en het leven van Butch, waarop ze voor Butch koos. Nygma laat hen naar het ziekenhuis gaan. Na de zaak te hebben onderzocht, beseft Barbara dat Cobblepot Isabella liet vermoorden en is van plan om de waarheid te gebruiken om een machtsgreep te kunnen uitvoeren. Gordon neemt afscheid van Lee voor haar nakende huwelijk met Mario. Wanneer Mario haar ziet vertrekken bij Gordon, barst hij in woede uit en vertoont symptomen van het Tetch-virus. |    |                                    |                      |                                 |                        |
| 55 | 11 | Beware the Green-Eyed Monster      | Danny Cannon         | John Stephens                   | 28 november 2016       |
| Het wordt duidelijk dat Tetch Mario heeft geïnfecteerd met het virus. Mario zweert dat hij Lee Gordon zal doen haten. Hij zet een reeks gebeurtenissen op om haar te doen geloven dat Gordon hun huwelijk probeert te saboteren uit jaloezie. Mario's plan werkt en vlak voor het huwelijk zegt Lee dat ze Gordon uit haar leven wil. Lucius bewijst de besmetting van Mario aan Bullock, maar pas nadat Mario en Lee verdwijnen van het huwelijksfeest. Gordon weet Falcone te overtuigen om de locatie van het paar te vertellen, en belooft hem om Mario niet te doden. Mario probeert echter om Lee, die zich van niets bewust is, te doden. Hierdoor is Gordon gedwongen Mario neer te schieten, tot ontzetting van Lee. Barbara vertelt aan Nygma over Cobblepot zijn gevoelens voor hem en de aanslag op Isabella. Nygma wil haar niet geloven voordat hij Cobblepot zo ver heeft gekregen om zijn gevoelens te onthullen. Barbara en Nygma zijn van plan om Cobblepot te vermoorden, nadat ze zijn reputatie bij de bevolking ten gronde hebben gericht. Met de informatie die hij kreeg van de Whispers, gebruiken Bruce, Alfred en Selina de sleutel om de kluis van het Court of Owls te openen en de inhoud ervan - een kristallen uilenbeeld - te stelen. Ze worden betrapt door Talon, de huurdoder van het Court of Owls. Ze worden gered door een vrouw die de moeder van Selina blijkt te zijn.      |    |                                    |                      |                                 |                        |
| 56 | 12 | Ghosts                             | Eagle Egilsson       | Danny Cannon                    | 16 januari 2017        |
| Een op wraak beluste Falcone stuurt Zsasz achter Gordon aan om hem te vermoorden, aanvankelijk met goedkeuring van Lee. Nadat ze ziet wat het virus deed met Barnes, realiseert ze zich dat Gordon misschien handelde uit gerechtigheid en weet Falcone te overtuigen om de moord af te blazen. Losgeslagen nadat hij constant spookverschijningen ziet van zijn overleden vader, beledigt Cobblepot de burgers van Gotham live op televisie en vermoordt hij zijn plaatsvervangende stafchef. Hij is er zich niet van bewust dat Nygma verantwoordelijk is voor zijn neerwaartse spiraal en dat die Basil Karlo inhuurde om de vader van Cobblepot te spelen. Bruce overtuigt Selina om haar moeder Maria terug in haar leven te accepteren, maar ontdekt later dat Maria geld schuldig is aan een zekere Cole Clemons. Op onderzoek naar de ontdekking van een kort gereanimeerd lijk, gaan Gordon en Bullock op zoek naar Dwight Pollard, een voormalig werknemer van Indian Hill. Dwight leidt in het geheim een groep bewonderaars van Jerome Valeska. Dwight is van plan om Jerome terug tot leven te wekken. |    |                                    |                      |                                 |                        |
| 57 | 13 | Smile Like You Mean It             | Olatunde Osunsanmi   | Steven Lilien & Bryan Wynbrandt | 23 januari 2017        |
| Wanneer de reanimatie van Jerome schijnbaar lijkt te mislukken, snijdt Dwight het gezicht van Jerome af en draagt het als masker terwijl hij zijn volgelingen opdraagt om een nieuwszender over te nemen. De politie weet de sekteleden te stoppen, terwijl Jerome uiteindelijk ontwaakt op de autopsiekamer van het politiebureau en ontsnapt. Nadat de politie de sekteleden heeft overmeesterd en de nieuwszender heeft beveiligd, ontdekken ze de wederopstanding van Jerome, die Dwight heeft ontvoerd. Nygma, Barbara en Tabitha manipuleren Cobblepot in het geloof dat de andere criminelen zich tegen hem hebben gekeerd. Bruce gaat akkoord om de schuld van Maria te betalen aan Cole, maar Selina wordt woedend wanneer ze ontdekt dat het allemaal bedrog was. Maria en Cole speelden onder één hoedje om geld te krijgen. Bruce vermoedde dit maar wilde niet dat Selina de waarheid wist. Nadat hij zijn gezicht opnieuw heeft aangebracht, moedigt Jerome de sekteleden aan om anderen te doden. Hij brengt explosieven tot ontploffing, waarbij Dwight wordt gedood en de energiecentrale wordt verwoest, waardoor Gotham zonder stroom valt. |    |                                    |                      |                                 |                        |
| 58 | 14 | The Gentle Art of Making Enemies   | Louis Shaw Milito    | Seth Boston                     | 30 januari 2017        |
| Tijdens de stroomuitval heeft de politie het moeilijk met het in bedwang houden van de rellen en plunderingen die worden gepleegd door de volgelingen van Jerome en gewone burgers. Jerome ontvoert Bruce en neemt hem mee naar een circus, waarbij hij een theatrale executie plant voor zijn volgelingen. Vergezeld door Alfred valt de politie het circus aan. Bruce weet te ontsnappen en gaat het gevecht met Jerome aan in het spiegelpaleis. Bruce weet Jerome te overmeesteren en weerstaat de drang om hem te doden. Jerome wordt gearresteerd en overgebracht naar Arkham, waarop de orde in de stad wordt hersteld. Bruce heeft voldoende vaardigheden geleerd en besluit de misdaad te bestrijden en zweert nooit iemand te doden. Cobblepot ontsnapt aan een moordpoging van Nygma en wordt gevangen genomen door Barbara, die zegt hem te zullen helpen bij het vinden en doden van Nygma. Hierop realiseert Cobblepot zich dat hij echt van Nygma houdt, waarop hij haar medewerking weigert. Nygma onthult vervolgens dat alles een list was om Cobblepot te doen beseffen dat hij niet in staat is tot liefde. Ondanks dat Cobblepot het tegendeel heeft bewezen, schiet Nygma hem neer en laat hem achter in de haven van Gotham. Gordon wordt herenigd met zijn oom Frank, die in het geheim lid is van de Court of Owls, dat nog steeds bezig is met het brainwashen van Subject 514A.            |    |                                    |                      |                                 |                        |
| 59 | 15 | How the Riddler Got His Name       | TJ Scott             | Megan Mostyn-Brown              | 24 april 2017          |
| Bruce krijgt een brief van Selina om elkaar te zien, maar Selina ontkent later dat de brief van haar komt en eist dat hij haar niet meer opzoekt. Later realiseert Bruce zich dat de brief werd verstuurd door Subject 514A, die Bruce vervolgens verdooft en zich voordoet als hem. Bruce wordt naar een cel gebracht. Gordon heeft opnieuw contact met Frank, die zegt dat hijzelf en Peter, de vader van Gordon, lid waren van het Court of Owls, waarbij ze uiteindelijk gedesillusioneerd geraakten wat resulteerde in de dood van Peter. Frank vraagt aan Gordon om zich aan te sluiten bij het Court of Owls om het van binnenuit te kunnen vernietigen. Nygma probeert naam op te bouwen door de elite van Gotham te doden, en kiest uiteindelijk voor Lucius als zijn aartsvijand. Nadat hij kampt met hallucinaties over Cobblepot, besluit Nygma hem te laten gaan en zijn nieuwe persona als The Riddler te omarmen. Ondertussen wordt Cobblepot wakker in het appartement van Ivy, nadat hij zijn schotwond wist te overleven. |    |                                    |                      |                                 |                        |
| 60 | 16 | These Delicate and Dark Obsessions | Ben McKenzie         | Robert Hull                     | 1 mei 2017             |
| Na volledig te zijn hersteld, probeert Cobblepot om zijn oude manschappen opnieuw te verzamelen, om zo Nygma en Barbara uit te schakelen. Hij belt Gabe, die hem verraadt en probeert te veilen aan de andere criminelen. Ivy gebruikt haar speciale parfum om Cobblepot te redden. Gabe en de anderen worden gedood. Ivy overtuigt Cobblepot er van om de ontsnapten uit Indian Hill te rekruteren. In de cel van Bruce geeft een sjamaan hem hallucinogenen die hem de nacht van de moord op zijn ouders doen herbeleven. Kort daarna begint de sjamaan aan zijn training met Bruce, die zo Gotham wil beschermen. Nadat hij ontdekt dat er een wapen naar Gotham wordt gebracht om de stad te doen vallen, onderzoekt Gordon het Court of Owls verder en beseft dat de dood van zijn vader een door Frank georganiseerde moord was. Gordon krijgt het bevel om Frank te doden, maar die pleegt zelfmoord. Op laatste instructies van Frank, vertelt Gordon aan Kathryn dat hij Frank heeft vermoord en wordt aanvaard als lid in het Court of Owls. |    |                                    |                      |                                 |                        |
| 61 | 17 | The Primal Riddle                  | Maja Vrvilo          | Steven Lilien & Bryan Wynbrandt | 8 mei 2017             |
| Na getipt te zijn door Barbara over het Court of Owls, gaat Nygma op missie om te ontdekken wie de eigenlijke macht heeft over Gotham. Hij gijzelt interim-burgemeester James, en zendt op het nieuws uit dat hij hem zal doden als hij de identiteit van het Court of Owls niet te weten komt. Gordon regelt een ontmoeting met Nygma bij de politie en overtuigt Nygma er van om te worden geëscorteerd naar de rechtbank. Dit alles in opdracht van Kathryn, waardoor Gordon definitief de plek van Frank inneemt. Cobblepot en Ivy werven Victor Fries en Bridgit Pike voor het leger dat hij van plan is te gebruiken tegen Nygma. Subject 514A heeft het moeilijk om het vertrouwen van Alfred te winnen en ontdekt dat hij een terminale ziekte heeft. Nadat hij er niet in slaagt om Selina te doen vertrekken uit Gotham, scheldt ze hem uit voor zijn egoïsme tegenover het heldendom van Bruce. Hierop duwt hij haar door een raam. Selina's lichaam wordt later omringd door katten. Lee vermoedt dat Frank stierf onder verdachte omstandigheden en zweert om Gordon ten val te brengen. |    |                                    |                      |                                 |                        |
| 62 | 18 | Light the Wick                     | Mark Tonderai        | Tze Chun                        | 15 mei 2017            |
| Ivy bezoekt Selina in het ziekenhuis en gebruikt haar planten om haar verwondingen te genezen. Bij het ontwaken besluit Selina om Subject 514A te vermoorden. Lee besluit dat de dood van Frank moord was en wil Gordon laten ondervragen, maar wanneer ze vermoedt dat Bullock en Lucius Gordon helpen om het recht te ontwijken, neemt ze ontslag. Het Court of Owls ontvoert Barnes uit Arkham en dwingt Strange, die ze hebben ontvoerd nadat die Fish had genezen, om het Tetch-virus uit het bloed van Barnes te halen. Met de hulp van Strange ontdekt Gordon dat het Court of Owls van plan is om het virus los te laten op Gotham. Hij gaat discreet de samenwerking met Cobblepot aan om te voorkomen dat een groep burgers wordt blootgesteld aan het virus. Bruce slaagt erin om zijn woede te overwinnen tijdens zijn training en de sjamaan acht hem klaar om terug te keren naar Gotham. Alles blijkt echter een plan van het Court of Owls te zijn. Cobblepot wordt gevangen gehouden in het hoofdkwartier van het Court of Owls, waar ook Nygma gevangen zit. Nadat ze ontdekt dat Gordon hen verraden heeft, beveelt Kathryn aan Barnes om Gordon te doden. |    |                                    |                      |                                 |                        |
| 63 | 19 | All Will Be Judged                 | John Behring         | Ken Woodruff                    | 22 mei 2017            |
| Selina valt Subject 514A aan en onthult zijn identiteit aan Alfred, maar Subject 514A weet te ontsnappen. In een schuilplaats in de buurt van Gotham, zuivert de sjamaan Bruce van de pijn van de dood van zijn ouders en zet hem onder zijn controle. De sjamaan vertelt Bruce over zijn missie om het Court of Owls te vernietigen en Gotham te redden. Cobblepot en Nygma werken met tegenzin samen om te kunnen ontsnappen uit hun cel, maar hervatten hun vete eens ze op vrije voeten zijn. Gordon en Bullock ontdekken de situatie tussen Bruce en Subject 514A en dat de kristallen uilenbeelden kaarten van Gotham bevatten met gemarkeerde locaties. Ze ondervragen Kathryn over de verblijfplaats van Bruce, maar Barnes valt het politiebureau aan en onthoofdt haar voor ze iets kan zeggen. Gordon schiet de linkerhand van Barnes af, waarop die gevangen wordt genomen. Niet veel later weet Barnes echter opnieuw te ontsnappen. Met behulp van de uil die Bruce heeft gestolen, vindt de politie verschillende locaties waar Bruce mogelijk kan zijn. Na te hebben gesproken met Tetch in Arkham, realiseert Lee zich dat zij de schuldige is voor de dood van Mario. Ze steelt een ampul met het Tetch-virus bij de politie en injecteert zichzelf er mee. |    |                                    |                      |                                 |                        |
| 64 | 20 | Pretty Hate Machine                | Danny Cannon         | Steven Lilien & Bryan Wynbrandt | 29 mei 2017            |
| Lee begraaft Gordon levend in een kist en laat hem een spuit met het virus achter als enige ontsnappingsmogelijkheid. Ze gaat naar het politiebureau om hem te beschimpen en wordt in hechtenis genomen. Gordon heeft uiteindelijk geen zuurstof meer en besluit zichzelf te injecteren met het virus om zo de stad te kunnen redden van de virusbom. De sjamaan, die de overgebleven leden van het Court of Owls laat executeren voor de moord op Thomas en Martha Wayne, bereidt Bruce voor om de bom te laten ontploffen vanuit het gebouw van Wayne Enterprises. Alfred ondervraagt Strange en ontdekt de locatie van Bruce, wat hij doorvertelt aan Bullock. Alfred arriveert bij Wayne Enterprises en doodt de sjamaan, die in zijn laatste woorden tegen Bruce zegt dat hij op zoek moet gaan naar "het hoofd van de demon". De bom, die werd geactiveerd toen de sjamaan Bruce's hand greep, laat het virus los over de stad. Ondertussen lieten Fries en Bridgit Cobblepot achter, die in de val wordt gelokt door Nygma, Barbara, Tabitha en Butch. Op dat moment arriveert Fish, die Cobblepot meeneemt. |    |                                    |                      |                                 |                        |
| 65 | 21 | Destiny Calling                    | Nathan Hope          | Danny Cannon                    | 5 juni 2017            |
| Bruce vindt de schuilplaats van Ra's al Ghul, die hem een grote toekomst belooft indien hij zijn volger wordt. Terwijl de burgers van Gotham psychopathisch gedrag vertonen als gevolg van de infectie, ontvoert Fish professor Strange en slaagt erin het tegengif voor het virus te vinden. Ze worden echter aangevallen door de League of Shadows. Ook Gordon en Bullock arriveren, waarop het tot een gevecht komt. Fish wordt per ongeluk gedood door Gordon, en het tegengif wordt vernietigd. De rouwende Cobblepot wordt gearresteerd door de politie. Nygma en Barbara ontvoeren Tetch, wiens bloed nodig is om een tegengif te kunnen produceren. Ze nemen contact op met het stadhuis en eisen een grote som losgeld in ruil voor Tetch. Gordon neemt in het geheim contact op met Nygma en regelt een deal om Cobblepot te ruilen tegen Tetch. Alfred, die Bruce is gevolgd naar de schuilplaats van de League of Shadows, wordt overmeesterd. Ra's zegt dat Bruce zijn trouw kan bewijzen door Alfred te doden, waarop Bruce Alfred doorboort met een zwaard. |    |                                    |                      |                                 |                        |
| 66 | 22 | Heavydirtysoul                     | Rob Bailey           | Robert Hull                     | 5 juni 2017            |
| Na Alfred te hebben vermoord, ontwaakt Bruce uit zijn conditionering en wendt zich tot Ra's al Ghul. Ra's weet te ontsnappen nadat hij tegen Bruce heeft gezegd om Alfred te laten herleven met het water van de mysterieuze put. De bende van Barbara onderbreekt de ruil van Cobblepot en Tetch, die door Nygma en Gordon werd geregeld. Cobblepot neemt Nygma gevangen en laat hem bevriezen door Fries, zodat hij hem kan bewaren als trofee. Bruce stuurt Selina weg wanneer ze in het ziekenhuis arriveert om Alfred te bezoeken. Butch en Tabitha smeden een complot tegen Barbara, maar Barbara grijpt in en schiet Butch door het hoofd. Later wordt ze tijdens een gevecht geëlektrocuteerd door Tabitha. Met behulp van het bloed van Tetch wordt een tegengif samengesteld. De meeste burgers, Gordon en Lee inbegrepen, worden genezen. Lee verlaat Gordon en moedigt in een afscheidsbrief Gordon aan om de misdaad te blijven bestrijden. De comateuze Butch ligt in het ziekenhuis, waar de verpleging ontdekt dat zijn geboortenaam Cyrus Gold blijkt te zijn. Cobblepot maakt plannen om een nieuwe nachtclub te openen, genaamd "The Iceberg Lounge". Tabitha wordt de mentor van Selina en leert haar hoe een zweep te gebruiken. Bruce wordt aangemoedigd door Alfred om zijn eigen keuzes te maken, en wordt 's nachts een gemaskerde burgerwacht.                                              |    |                                    |                      |                                 |                        |

### Seizoen 4 (2017-18)
| Nr. | #  | Titel                               | Regisseur            | Schrijver(s)                    | Originele uitzenddatum |
| --- | -- | ----------------------------------- | -------------------- | ------------------------------- | ---------------------- |
| 67 | 1  | Pax Penguina                        | Danny Cannon         | John Stephens                   | 21 september 2017      |
| In de nasleep van het Tetch-virusincident heeft Penguin de controle over Gotham's onderwereld herwonnen en is hij begonnen met het uitgeven van een "Vergunning voor Wangedrag", waardoor criminelen "legale misdaden" kunnen begaan, hoewel dit niet goedgekeurd wordt door Gordon en Bruce. Selina en een terughoudende Tabitha gaan akkoord met hun vergunning. Een groep criminelen zonder vergunning onder leiding van Merton en Grady Harris besluit Penguin te verslaan en Jonathan Crane te bevrijden uit Arkham, om hen te helpen het angsttoxine van zijn vader te produceren. Bruce weet dat Gordon niet kan helpen en besluit zelf de vergunningen te bestrijden. De nacht dat Penguin The Iceberg Lounge opent, worden Merton en Grady Harris gevangen genomen voordat ze het feest kunnen aanvallen. Wanneer Penguin besluit hen te executeren, keert Ivy zich tegen hem en schakelt de stroom uit. Merton gebruikt het angsttoxine op Penguin voordat Gordon opduikt en hem in hechtenis neemt. Door het gif ziet Penguin een ontsnapte Nygma. Bruce steelt de lijst met criminelen met een vergunning, maar wordt vervolgens gevonden door de politie op een plaats delict van een inbraak in plaats van de inbrekers. Grady, die aan het feest ontsnapte, keert terug naar Crane's huis, maar ontdekt dat Jonathan een nieuwe persoonlijkheid heeft aangenomen. Hij noemt zichzelf Scarecrow en besproeit Grady met het angsttoxine.                |    |                                     |                      |                                 |                        |
| 68 | 2  | The Fear Reaper                     | Louis Shaw Milito    | Danny Cannon                    | 28 september 2017      |
| Gordon laat Bruce vrij uit hechtenis. Penguin geeft Gordon 24 uur de tijd om Crane aan te houden om zo te bewijzen dat de politie nog steeds efficiënt is. Zonder steun van de andere agenten en zelfs Bullock, gaat Gordon Arkham binnen en bevecht tientallen gevangenen onder invloed van het angsttoxine. Tijdens een gevecht met Scarecrow krijgt hij uiteindelijk zelf een dosis toegediend. In een hallucinatie ziet hij een stervende Lee, maar weet zijn angst te overwinnen en gebruikt water om de reactie van de gevangenen op het gif teniet te doen, waardoor Crane moet vluchten. Penguin bespot de politie en biedt de agenten een plekje op zijn loonlijst. Gordon is van plan om Falcone's hulp in te roepen om Penguin te verslaan. Ondertussen ontmoeten Selina en Tabitha Barbara, die blijkbaar haar elektrocutie wist te overleven. Ze vraagt hen om zich bij haar nieuwe wapenhandel aan te sluiten, waarop Penguin later een vergunning opdringt. Nadat ze overtuigd zijn van Barbara's oprechtheid, besluiten Tabitha en Selina om mee te werken. Ivy is het beu om gecommandeerd en klein gehouden te worden en drinkt een combinatie van drankjes, waardoor ze begint te muteren. Nadat Bruce bijna is omgekomen tijdens zijn nachtelijke escapades voorziet Fox, die zich bewust lijkt te zijn van zijn activiteiten, hem een prototype van een pak dat werkt ontworpen voor het leger, waardoor Bruce sneller en veerkrachtiger wordt. |    |                                     |                      |                                 |                        |
| 69 | 3  | They Who Hide Behind Masks          | Mark Tonderai        | Steven Lilien & Bryan Wynbrandt | 5 oktober 2017         |
| In Arabië, 125 na Christus, wordt een overleden krijger van het slagveld gehaald en in een genezende poel gedompeld die bekend staat als de Lazarus Put. Eénmaal nieuw leven ingeblazen, krijgt de toekomstige Ra's al Ghul de opdracht van zijn meester om zijn toekomstige erfgenaam te vinden en krijgt hij een ceremonieel mes. In het moderne Gotham wordt het mes op een zwarte marktveiling verkocht door Penguin. Bruce, die een rijke verwende snotaap speelt om het mes te kunnen bemachtigen, overtreft Barbara tijdens de bieding op het mes. Er wordt onthuld dat Barbara opnieuw tot leven werd gewekt door Ra's en de taak heeft om het mes terug te krijgen. Ze stuurt Selina om Bruce te overtuigen om het mes op te geven, maar zonder succes. Barbara verleidt Ra's. Gordon bezoekt Carmine, die zijn verzoek afwijst en zijn aanstaande dood onthult. Zijn dochter Sofia komt echter naar Gotham om Gordon te helpen nadat ze een kus hebben gedeeld. Nygma wordt uit de Iceberg Lounge bevrijd door een van Penguins medewerkers, Myrtle Jenkins, een voormalige klasgenote van Nygma en een grote fan van hem. Nygma merkt dat zijn brein zo heeft geleden dat hij zelfs raadsels bedoeld voor kinderen niet kan oplossen. Penguin laat Myrtle vermoorden om een voorbeeld te stellen en Nygma dwaalt door Gotham, boos om te horen dat Penguin de touwtjes in handen heeft.                                                                   |    |                                     |                      |                                 |                        |
| 70 | 4  | The Demon's Head                    | Kenneth Fink         | Ben McKenzie                    | 12 oktober 2017        |
| Bruce vraagt Niles Winthrop, de curator van het natuurhistorisch museum, en zijn kleinzoon Alex om het mes te bestuderen. Later doodt Ra's Niles, waardoor Alex moet vluchten met het mes. Bruce en Gordon vinden Alex en worden aangevallen door Ra's psychotische handlangers. Bruce en Alex weten te ontsnappen. Ra's bezoekt het politiebureau als minister van antiquiteiten van het land Nanda Parbat. Alfred arriveert op het bureau en vertelt Gordon over de eerdere activiteiten van Ra's, die ontsnapt. Alex en Bruce keren terug naar het museum, waar Alex het mes heeft verborgen. Nadat ze het terughebben, vallen de handkangers van Ra's hen aan. Gordon arriveert en weet hen te verslaan. Ra's houdt Alex gegijzeld en eist het mes, dat Bruce te belangrijk vindt. Een onder de indruk geraakte Ra's vermoordt Alex en als onderdeel van zijn plan staat hij Gordon toe om hem te arresteren. Ondertussen bedreigt Cobblepot Sofia tegen het overwegen van een overname van zijn imperium. Hij gebruikt haar om enkele Falcone-loyalisten in de val te lokken en te executeren. Sofia vertelt Gordon dat het allemaal deel uitmaakte van haar plan. Nygma besteedt uren aan het proberen om kleine raadsels te maken om Penguin te trotseren, die Nygma ervan overtuigt dat hij niet langer de Riddler is en zijn leven spaart uit vernedering.                                                                                                  |    |                                     |                      |                                 |                        |
| 71 | 5  | The Blade's Path                    | Scott White          | Tze Chun                        | 19 oktober 2017        |
| Na de begrafenis van Alex en te hebben vernomen dat Ra's diplomatieke immuniteit heeft aangevraagd, neemt Bruce het mes en is van plan om Ra's te doden in Blackgate. Ra's kent Barbara een onbekende mystieke kracht toe en neemt afscheid. Bij aankomst wordt Bruce overvallen door Ra's en de League of Shadows hebben zich vermomd als cipiers. Wanneer Alfred Gordon meldt dat Bruce vermist is, komen ze aan in Blackgate en weten ze de League of Shadows te overmeesteren. Ra's stelt dat hij vervloekt is door zijn onsterfelijkheid en provoceert Bruce om hem met het mes te steken, de vloek te verbreken en hem zo te doden. Bruce is van plan te stoppen als burgerwacht, maar Alfred zegt hem het pak te houden. Ondertussen wordt Butch's lichaam gedumpt in een moeras dat vervuild is door het chemische afval van Indian Hill. Hij krijgt nieuw leven ingeblazen, maar hij is zijn geheugen kwijt, gebruikt een primitieve taal, zijn huid is verbleekt en hij heeft een bovenmenselijke kracht. Butch neemt de naam "Solomon Grundy" aan. Hij ontmoet en raakt bevriend met Nygma, die hem meeneemt naar een worstelring waar Lee als dokter werkt. Sofia probeert gelijke tred te houden met Penguin en de twee beginnen een band op te bouwen. |    |                                     |                      |                                 |                        |
| 72 | 6  | Hog Day Afternoon                   | Mark Tonderai        | Kim Newton                      | 26 oktober 2017        |
| Een man die een varkenskop draagt als masker, begint politieagenten te vermoorden die opereren als galdkoerier van Penguin. Afgeleid van het feit dat de moordenaar corruptie wil bestrijden, vinden Gordon en Bullock het laatste doelwit, maar ze komen te laat om zijn dood te voorkomen. Ze worden beiden gevangen genomen. Gordon weet zich te bevrijden voordat de moordenaar Bullocks keel doorsnijdt om zijn ontsnapping te vergemakkelijken. Gordon vertelt Bullock dat hij weet dat ook hij op de loonlijst van Penguin staat, en eist dat hij daarmee stopt. De moordenaar wordt tot "Professor Pyg" gedoopt door de media. Het blijkt dat Pyg grotere plannen heeft. Ondertussen vermoedt Penguin de bedoelingen van Sofia en confronteert haar, maar wordt opnieuw misleid wanneer hij verneemt dat ze een weeshuis heeft opgestart. Nygma begint geld te verdienen met de vechtwedstrijden van Grundy en probeert Lee te overtuigen om hem te helpen zijn genie te herstellen. Nadat de medicijnen in haar privékliniek opraken, accepteert Lee het aanbod van Nygma. |    |                                     |                      |                                 |                        |
| 73 | 7  | A Day in the Narrows                | John Behring         | Peter Blake                     | 2 november 2017        |
| Pyg heeft drie agenten ontvoerd. Penguin en zijn tijdelijke lijfwacht Headhunter staan de politie bij in de klopjacht op Pyg, tegen het advies van Gordon en Sofia in, die Penguin waarschuwt voor de slechte publiciteit als de samenwerking faalt. Ze vinden een van de agenten dood terug en de tweede, Fisoli, is ernstig gewond. Terwijl Fisoli in een ambulance wordt weggevoerd, zet de alliantie Pyg vast in een verlaten gerechtsgebouw waar de derde officier, Patel, wordt vastgehouden. Het is echter een val en Bullock schiet per ongeluk Patel neer. Gordon weet de in de val gelopen agenten te redden, wat leidt tot goede publiciteit voor de politie en verpest die van Penguin. Penguin steekt Headhunter in woede neer, terwijl Fisoli, die Pyg in vermomming bleek te zijn, ontsnapt om verdere plannen uit te voeren. De politie stopt met het erkennen van de misdaadvergunningen. Ondertussen wordt Bruce tijdens een inzamelingsactie opgewacht door Grace Blomdahl, zijn voormalige klasgenote. Hij wordt ook opnieuw voorgesteld aan een nu vriendelijke Tommy Elliot en Brant, die zich arrogant gedraagt tegen Bruce. Als wraakactie sluit Bruce Brant uit tijdens een feestje in een nachtclub die hij impulsief heeft gekocht en ontwikkelt hij een romance met Grace. Om het goed te maken met Barbara, stelen Selina en Tabitha van een motorbende en worden ze terug geaccepteerd door haar.                                      |    |                                     |                      |                                 |                        |
| 74 | 8  | Stop Hitting Yourself               | Rob Bailey           | Charlie Huston                  | 9 november 2017        |
| Barbara, Selina en Tabitha worden er door Penguin op uitgezonden om Nygma te ontvoeren, nadat ze vernomen hebben dat Nygma een show opvoert als Penguin in de Narrows. Penguin stuurt Firefly achter hen aan om ze te doden indien ze falen. Aangekomen in de Narrows wordt Barbara afgeleid door Lee en herkent Tabitha Butch. Nadat Tabitha Butch, die zich haar begint te herinneren, heeft verslagen in een gevecht om Nygma, arriveert Firefly. Lee weet haar uit te schakelen, waarop Lee als de nieuwe leider van de gevechten wordt verkozen nadat Cherry werd vermoord door Barbara. Ondertussen wordt Gordon een promotie aangeboden door de burgemeester om de nieuwe hoofdinspecteur van Gotham Central te worden, wat georganiseerd is door Sofia. Hoewel aanvankelijk aarzelend, neemt hij de promotie aan wanneer Bullock's bitterheid en schaamte ertoe leidden dat hij een politieceremonie voor de neergeschoten agenten in Pyg's valstrik misliep. Penguin profiteert van een mentaal instabiele wees genaamd Martin en manipuleert hem psychologisch tot zijn beschermeling. Gordon beëindigt zijn samenwerking met Sofia. |    |                                     |                      |                                 |                        |
| 75 | 9  | Let Them Eat Pie                    | Nathan Hope          | Iturri Sosa                     | 16 november 2017       |
| In een complot om een aanval op het weeshuis van Sofia uit te voeren, doodt Pyg verschillende daklozen en bereidt hun organen, die hij in pasteien stopt. Zijn operationele basis wordt ontdekt door de politie. Gordon gaat op onderzoek, maar wordt overvallen en gevangen genomen door Pyg. Wanneer een diner in het weeshuis een aantal rijken en machtigen van Gotham zijn verzameld, waaronder Penguin, zet Pyg zijn plan in werking en dwingt de rijken tot kannibalisme door middel van het eten van de pasteien. Penguin's vriendschap met Sofia wordt geruïneerd wanneer Martin, die als spion voor Penguin opereert, hem vertelt over haar affaire met Gordon, wat zijn vermoedens bevestigt. |    |                                     |                      |                                 |                        |
| 76 | 10 | Things That Go Boom                 | Louis Shaw Milito    | Steven Lilien & Bryan Wynbrandt | 30 november 2017       |
| Gordon bezoekt Pyg in nadat Fox heeft ontdekt dat Pyg talloze gezichtsoperaties heeft ondergaan. Fox ontdekt dat hij een seriemoordenaar was genaamd Lazlo Valentin. Pyg wet later te ontsnappen uit Arkham. In de Narrows worden Lee en Nygma geconfronteerd met de rivaliserende gangsterbaas Sampson, die haar leiderschap uitdaagt. Nadat Sampson de kliniek van Lee heeft geplunderd, vergiftigt ze zijn drankje en biedt ze een tegengif aan op voorwaarde dat hij voorgoed vertrekt uit de Narrows. Lee ontdekt ook dat de bijwerkingen van Nygma door het invriezen zijn uitgewerkt. Nygma begint opnieuw hallucinaties te krijgen van zijn dubbele persoonlijkheid, de Riddler. Penguin confronteert Sofia en laat haar martelen door "De Tandarts", een van zijn handlangers. Als onderdeel van een ingewikkeld plan vlucht Sofia, maar wordt ze ontvoerd door Barbara, Tabitha en Selina. De vier sluiten een alliantie en, nadat Zsasz Barbara's club heeft opgeblazen, gebruiken ze Martin als hefboom tegen Penguin. Gordon hoort van de intenties van Sofia om de politie tegen Penguin te gebruiken via de promotie van Gordon. De twee groepen ontmoeten elkaar onder een brug en Penguin vervalst Martin's dood met een autobom om Sofia te dwingen zich terug te trekken en hem de oorlog te verklaren. |    |                                     |                      |                                 |                        |
| 77 | 11 | Queen Takes Knight                  | Danny Cannon         | John Stephens                   | 7 december 2017        |
| Terwijl Nygma wordt achtervolgd door zijn alternatieve Riddler-persona, ontvoert Tabitha Grundy en slaat hem herhaaldelijk in een poging hem haar te doen herinneren. Ze geeft uiteindelijk op, maar Grundy komt uiteindelijk bij en lijkt zich zijn vorige leven als Butch Gilzean te herinneren. De arrogantie van Bruce zet Alfred ertoe aan om met hem te vechten wanneer Bruce weigert op vakantie te gaan, weg van zijn nieuwe vrienden. Bruce ontslaat Alfred uit dienst en dwingt hem af te treden als zijn wettelijke voogd. Pyg is betrokken bij een samenzwering met Sofia om haar vader Carmine te vermoorden en Penguin de schuld te geven van de moordaanslag. Na Carmines begrafenis manipuleert Sofia Gordon om Penguin te arresteren voor de vermeende moord op Martin. Zsasz, die blijkbaar ook voor Sofia werkt, verraadt Penguin en levert hem uit aan de politie. Sofia vermoordt Pyg en onthult dat haar ware motief niet was om Gotham over te nemen, maar om Gordon te laten leven met zijn schuldgevoel over het doden van haar broer Mario. Bullock neemt ontslag bij de politie. Penguin wordt opgesloten in Arkham, waar hij Jerome Valeska ontmoet. |    |                                     |                      |                                 |                        |
| 78 | 12 | Pieces of a Broken Mirror           | Hanelle M. Culpepper | Danny Cannon                    | 1 maart 2018           |
| Nygma's dubbele persoonlijkheid als de Riddler neemt de bovenhand. Door zijn intenties om Lee omver te werpen als leider van de Narrows, huurt hij Griffin Krank in om haar te vermoorden terwijl ze een toespraak houdt om de Narrows te verenigen. De moordaanslag mislukt echter. Alfred en Gordon helpen de mensen die gewond zijn geraakt bij de ontploffing. Alfred wordt geprezen als een held in een plaatselijk restaurant, terwijl Gordon Krank achtervolgt. Ivy verschijnt weer in een nieuw gemuteerd volwassen lichaam, gecreëerd door een combinatie van drugs en gifstoffen. Ze gaat de onlangs herbouwde nachtclub van Barbara binnen en onthult haar krachten aan Selina terwijl de twee een alliantie aangaan. Alfred ontdekt dat Tiffany, een serveerster van het restaurant, werd vermoord door haar gewelddadige vriend, Rooney. Hoewel Alfred wordt beschuldigd van moord, spoort hij Rooney op en weet hij samen met Bullock, die nu als barman werkt, Rooney te laten arresteren. Nygma confronteert Krank, niet wetende dat zijn Riddler-persona Krank heeft ingehuurd. Gordon, die eerder door Barbara naar Krank werd geleid, arriveert en schiet Krank dood. Nygma liegt tegen Gordon en houdt zijn betrokkenheid geheim. |    |                                     |                      |                                 |                        |
| 79 | 13 | A Beautiful Darkness                | John Stephens        | Tze Chun                        | 8 maart 2018           |
| Ivy begint onderzoek te doen naar Project M, dat wordt uitgevoerd bij Wayne Enterprises en waarbij tot haar woede wordt geëxperimenteerd met en de dood van verschillende planten. Nadat ze een werknemer van Wayne Enterprises heeft vermoord, verlaat een met afschuw vervulde Selina haar. Ivy bezoekt vervolgens Bruce en vergiftigt hem, waardoor hij hallucinaties krijgt over zijn beste vrienden en bondgenoten, samen met een mysterieus verhulde figuur. Tegelijkertijd hypnotiseert Ivy Lucius en dwingt hem haar naar het laboratorium te brengen waar Project M wordt uitgevoerd. Voordat ze ontsnapt, steelt ze een monster van het Lazarus-water dat tijdens de experimenten wordt gebruikt. Gordon spoort haar op en redt Lucius voordat hij het tegengif weet te bemachtigen en Bruce redt, die gelooft dat hij zijn toekomst heeft gezien. Ivy gebruikt het Lazarus-water om een nieuwe bloem te creëren die iemand onmiddellijk kan doden bij contact met de bloembladen. Ondertussen valt Jerome Oswald lastig in Arkham en onderwerpt hij hem aan tal van vernederende taken om hem gek te maken. Nadat hij ontdekt dat Jerome van plan is te ontsnappen en Gotham te gronde wil richten, besluit Oswald dat te gebruiken om te ontsnappen. |    |                                     |                      |                                 |                        |
| 80 | 14 | Reunion                             | Annabelle K. Frost   | Peter Blake                     | 15 maart 2018          |
| Nygma overweegt zelfmoord te plegen om zijn dubbele persoonlijkheid te doden, maar kiest ervoor terug te keren naar Arkham. Penguin verschijnt en onthult hem dat hij zijn brief specifiek heeft geschreven, zodat zijn dubbele persoonlijkheid hem zou lezen en Nygma terug zou brengen naar Arkham. Ondertussen begint Ivy wraak te nemen op degenen die haar pijn hebben gedaan, te beginnen met Bullock voor de dood van haar vader jaren geleden. Gordon neemt Bullock mee naar het politiebureau en ontdekt dat Ivy van plan is het jaarlijkse Wayne Foundation-diner aan te vallen. Bruce probeert Alfred ervan te overtuigen terug te keren, maar die wijst hem af. Hij woont later het diner bij wanneer Bruce tevergeefs probeert contact met hem op te nemen. Ivy valt het diner echter aan en doodt verschillende mensen voordat de politie arriveert. Bruce vermomt zich en redt de weinige overgebleven gasten. Alfred besluit terug te keren naar Wayne Manor. Hierna vernietigt Selina het Lazarus-water om te voorkomen dat Ivy meer planten maakt. Tegelijkertijd neemt Sofia met geweld de controle over de Narrows over en wordt Lee op straat gegooid, wat Gordon ertoe brengt zich tot Bullock te wenden voor hulp en besluit Sofia neer te halen. |    |                                     |                      |                                 |                        |
| 81 | 15 | The Sinking Ship the Grand Applause | Nick Copus           | Seth Boston                     | 22 maart 2018          |
| Nygma werkt weer samen met Penguin. Hij bevrijdt Martin en brengt hem in veiligheid terwijl Penguin ontsnapt uit Arkham. Samen proberen ze Lee ervan te overtuigen hen te helpen, maar Nygma wordt gevangengenomen door Grundy en keert terug naar de club van Barbara. Ze besluiten Nygma naar Sofia te brengen. Penguin laat zich invriezen door Victor Fries en breekt met succes het landhuis van Sofia binnen. Wanneer blijkt dat Sofia al vertrokken is volgt hij Nygma naar de pier en redt hem. Gordon en Bullock sporen Mr. Penn op, die in het geheim voor Sofia werkt. Tegelijkertijd probeert Sofia Penguin te vermoorden, maar Gordon en Bullock werken samen om hem te beschermen. Ze weten een aanval van Zsasz en Headhunter te overleven, terwijl Lee vlucht met Penguin. Wanneer Gordon en Bullock Penn hebben gevonden, arriveren Sofia, Zsasz en Headhunter. Gordon wordt zwaargewond, maar wordt gered wanneer Lee Sofia neerschiet, waardoor ze in coma belandt. Gordon is van plan alles te bekennen aan de politie, maar Bullock dwingt hem in plaats daarvan met de schuld te leven. Ondertussen verzoenen Bruce en Selina zich met elkaar en wordt Barbara beïnvloed door de krachten van Ra's al Ghul. |    |                                     |                      |                                 |                        |
| 82 | 16 | One of My Three Soups               | Ben McKenzie         | Charlie Huston                  | 29 maart 2018          |
| Middels een plan van Jerome, weten hij, Jervis Tetch, Scarecrow en tachtig andere gevangenen te onstnappen uit Arkham. Tetch weet honderden burgers te hypnotiseren, waardoor ze op de daken gaan staan. Om klokslag middernacht zullen ze naar beneden springen, waardoor Gordon in een onmogelijke situatie wordt gedwongen. Hoewel Tetch zijn slachtoffers heeft gemanipuleerd om te springen als hun gezegd wordt dat niet te doen, vindt Gordon een manier en laat de gehypnotiseerde burgers elkaar te redden, terwijl Tetch wordt aangehouden. Bruce, die zichzelf de schuld geeft omdat hij Jerome niet heeft vermoord in hun vorige ontmoeting, spoort hem op met de hulp van Selina terwijl Jerome zijn oom heeft opgespoord. Jerome's oom probeert hem te vermoorden, maar Bruce grijpt in en in de daaropvolgende confrontatie kiest hij ervoor om Jerome opnieuw te sparen. Jerome vermoordt zijn oom nadat hij de locatie heeft vernomen van iemand naar wie hij op zoek is. Hij en Scarecrow redden Tetch en gaan naar St. Ignatius, achterna gezeten door Bruce, die Gordon waarschuwt. Barbara dwingt zichzelf om de herinneringen rondom haar wedergeboorte te onthouden, dat Ra's al Ghul haar heeft doen herleven zodat ze hem kon vervangen als het hoofd van de demon en de leiding van de League of Shadows kon overnemen met hulp van de vrouwelijke leden van de organisatie, die hun mannelijke collega's doden om haar te beschermen.     |    |                                     |                      |                                 |                        |
| 83 | 17 | Mandatory Brunch Meeting            | Maja Vrvilo          | Steven Lilien & Bryan Wynbrandt | 5 april 2018           |
| Lee daagt Nygma uit in zijn eigen raadselspel, de Riddle Factory, en zet zich in om het af te schaffen indien ze wint. Nadat ze Nygma te slim af is geweest, kussen de twee. Jerome verzamelt het "Legion of Horribles" - Penguin, Mad Hatter, Scarecrow, Firefly en Mr. Freeze - en gaat op zoek naar Wayne Enterprises-medewerker Xander Wilde. Jerome dringt binnen in een gebouw van Wayne Enterprises, maar kan Wilde niet vinden en wordt gedwongen te ontsnappen wanneer de politie arriveert. Met de hulp van Bruce weten Gordon en Bullock Wilde te vinden, die onthult dat hij Jeremiah is, de tweelingbroer van Jerome. Het blijkt dat hij Jerome heeft ontvoerd en gevangen genomen. Mad Hatter en Scarecrow weten Jerome te bevrijden, maar worden verjaagd door Gordon en Bullock. Penguin overtuigt Grundy om zich aan te sluiten bij het Legion of Horribles. Scarecrow heeft een lachgas ontwikkeld dat Jerome over de stad wil verspreiden. |    |                                     |                      |                                 |                        |
| 84 | 18 | That's Entertainment                | Nick Copus           | Danny Canon                     | 12 april 2018          |
| Jerome houdt de interim-burgemeester en enkele andere invloedrijke burgers gegijzeld op een muziekfestival. Hij beveelt Gordon om hem Bruce en Jeremiah te brengen, zo kan hij tijd rekken voor de andere Legion-leden om het lachgas op een zeppelin te laden en het los te laten op het festivalpubliek. De politie schakelt Jerome's mannen uit en redt de burgemeester, terwijl Penguin het Legion verraadt door de piloot bewusteloos te slaan en de zeppelin weg te varen van de burgers. Gordon achtervolgt Jerome, die verklaart dat hij zal voortleven waarop hij zich van een dak laat vallen. Barbara verneemt meer over haar vermeende bestemming als leider van de League of Shadows, maar Tabitha gelooft dat ze waanvoorstellingen heeft. Barbara verbreekt de banden met Tabitha, die vervolgens wordt ontvoerd door een andere League-factie die nog steeds loyaal is aan Ra's al Ghul. Jeremiah ontvangt een pakje, dat Jerome hem opgestuurd heeft. Wanneer hij het opent wordt hij blootgesteld aan een aangepaste versie van het lachgas dat hem gek maakt. |    |                                     |                      |                                 |                        |
| 85 | 19 | To Our Deaths and Beyond            | Scott White          | Peter Blake & Iturri Sosa       | 19 april 2018          |
| Nygma berooft verschillende banken om de rijkdom over de Narrows te verdelen, maar Penguin vertelt hem dat Lee hem als pion gebruikt. Nygma stemt ermee in Penguin en Grundy mee te nemen bij zijn volgende overval en Lee te vermoorden, maar verraadt hen en is van plan Lee verliefd op hem te laten worden. De politei arriveert, maar Lee geeft zichzelf aan en laat Nygma ontsnappen. Met hulp van Tabitha gebruikt de afvallige League-factie Bruce's bloed tijdens een ritueel om Ra's al Ghul tot leven te wekken, die Barbara's beperkte ambitie veracht en probeert de macht van de Demon's Head terug over te nemen. Barbara vecht tegen Ra's, maar geeft hem de kracht terug wanneer hij het leven van Tabitha bedreigt. Barbara verzoent zich met Tabitha, terwijl de vrouwelijke League-leden haar als leider erkennen en haar blijven dienen. Na een visioen van een rampzalige gebeurtenis die de stad spoedig zal verwoesten, besluit Ra's in leven te blijven en de komende ramp te gebruiken om Bruce te vormen tot de 'duistere ridder van Gotham'. |    |                                     |                      |                                 |                        |
| 86 | 20 | That Old Corpse                     | Louis Shaw Milito    | Charlie Huston                  | 3 mei 2018             |
| Onder schijnbaar postume bevelen van Jerome lanceren zijn volgers een aanval op het politiehoofdkwartier. Nygma infiltreert in het district en weet Lee te bevrijden, terwijl Penguin en Grundy een van Jerome's volgelingen martelen om het ware meesterbrein achter de chaos te ontdekken en de macht te herwinnen. In zijn bunker werkt Jeremiah aan zijn zelfvoorzienende energiegenerator en vertelt Bruce dat hij worstelt tegen de waanzin van het gas, wat leidt tot een confrontatie bij Jerome's graf. Gordon beseft dat de aanval op het politiebureau een afleiding is, en vertrekt naar de bunker van Jeremiah, waar hij Bruce hoopt te vinden. Alfred wordt neergeslagen en ontvoerd uit Wayne Manor. Gordon ontdekt dat de gebeurtenissen van de dag een truc was die werd georkestreerd door Jeremiah, die de generator in een bom heeft veranderd. Gordon ontsnapt ternauwernood als de generator explodeert. Jeremiah onthult zijn krankzinnige persoonlijkheid en zijn plan om Gotham in chaos te storen. Hij laat Bruce bewusteloos achter en steelt meer generatoren van Wayne Enterprises. |    |                                     |                      |                                 |                        |
| 87 | 21 | One Bad Day                         | Rob Bailey           | Tze Chun                        | 10 mei 2018            |
| Jeremiah plant zijn bommen rond Gotham en geeft de stad zes uur de tijd om te evacueren voordat hij ze laat ontploffen. Gordon ontsnapt uit de bunker met blauwdrukken van Jeremiah's plannen, maar wordt vastgehouden door Lee en Nygma. Jeremiah lokt Bruce naar een schuilplaats waar hij Alfred vasthoudt. Bruce roept de hulp van Selina in. Scarecrow's angstgas doet Bruce hallucineren, waarbij hij wordt aangevallen door een krankzinnige Alfred, maar Selina bevrijdt de echte Alfred en de twee redden Bruce. Jeremiah wordt onderschept door Penguin, Grundy, Barbara en Tabitha, die losgeld eisen omdat ze dreigen het kernrelais van de bommen te vernietigen. Jeremiah vernietigt in plaats daarvan het relais zelf en laat de bommen opnieuw bedraden om achtereenvolgens te doen ontploffen. Nadat Nygma de blauwdrukken heeft ontcijferd, brengt Gordon de plannen naar de politie. Met de hulp van Fox lokaliseert en deactiveert Bullock de eerste bom op tijd. Gordon onthult vervolgens in een nieuwsuitzending dat hij leeft, omdat Jeremiah geloofde dat de bom in zijn bunker Gordon had gedood. Nu zijn plannen zijn verijdeld, verbrandt Jeremiah zijn volgelingen levend. Hij wordt benaderd door Ra's al Ghul, die een alliantie voorstelt. Bruce, Selina en Alfred keren terug naar Wayne Manor, maar Jeremiah breekt in en schiet Selina in de buik voordat Alfred hem neerslaat.                                                   |    |                                     |                      |                                 |                        |
| 88 | 22 | No Man's Land                       | Nathan Hope          | John Stephens & Seth Boston     | 17 mei 2018            |
| Selina wordt in het ziekenhuis opgenomen met ernstige schade aan haar ruggenwervels. Ra's al Ghul ontvoert Bruce, bevrijdt Jeremiah uit hechtenis en steelt zijn bommen terug van de politie. Nygma probeert Gordon te vermoorden en Lee van haar oude zelf te bevrijden, maar Lee overtuigt Nygma ten onrechte dat ze niet langer van Gordon houdt. Penguin, Alfred, Barbara en Tabitha werken kort samen om Jeremiah en de League of Shadows te verslaan. Barbara doodt Ra's via de handen van Bruce met zijn mes, terwijl Jeremiah's bommen de burgemeester doden en elke brug uit Gotham vernietigen, waardoor de stad tot wetteloosheid wordt teruggebracht. Penguin neemt Hugo Strange in dienst, die Grundy met succes weer in Butch verandert. Penguin schiet Butch echter neer voor de ogen van Tabitha als vergelding voor zijn vermoorde moeder. Lee besluit de burgers te helpen en maakt het uit met Nygma, maar de confrontatie eindigt warbij de twee elkaar neersteken. Penguin vindt hun lichamen en beveelt Strange om hen te "repareren". Nu Gotham grotendeels is geëvacueerd en overspoeld door criminelen, accepteert Bruce zijn lot als beschermer van de stad en begint hij op Jeremiah te jagen. Gordon, gesteund door Bullock, Fox en een dozijn andere agenten, blijft ook vechten voor de stad en bedient een zoeklicht bovenop het politie-hoofdkwartier als symbool tegen de duisternis.                                               |    |                                     |                      |                                 |                        |

### Seizoen 5 (2019)
| Nr. | #  | Titel                   | Regisseur         | Schrijver(s)                   | Originele uitzenddatum |
| --- | -- | ----------------------- | ----------------- | ------------------------------ | ---------------------- |
| 89  | 1  | Year Zero               | Danny Cannon      | John Stephens                  | 3 januari 2019         |
| 90  | 2  | Trespassers             | Louis Shaw Milito | Danny Cannon                   | 10 januari 2019        |
| 91  | 3  | Penguin, Our Hero       | Rob Bailey        | Tze Chun                       | 17 januari 2019        |
| 92  | 4  | Ruin                    | Nathan Hope       | James Stoteraux & Chad Fiveash | 24 januari 2019        |
| 93  | 5  | Pena Dura               | Mark Tonderai     | Iturri Sosa                    | 31 januari 2019        |
| 94  | 6  | 13 Stitches             | Ben McKenzie      | Seth Boston                    | 14 februari 2019       |
| 95  | 7  | Ace Chemicals           | John Stephens     | Tze Chun                       | 21 februari 2019       |
| 96  | 8  | Nothing's Shocking      | Kenneth Fink      | Seth Boston                    | 28 februari 2019       |
| 97  | 9  | The Trial of Jim Gordon | Erin Richards     | Ben McKenzie                   | 7 maart 2019           |
| 98  | 10 | I Am Bane               | Kenneth Fink      | James Stoteraux & Chad Fiveash | 21 maart 2019          |
| 99  | 11 | They Did What?          | Carol Banker      | Tze Chun                       | 18 april 2019          |
| 100 | 12 | The Beginning...        | Erin Richards     | John Stephens                  | 25 april 2019          |